# Maria zu den Ketten

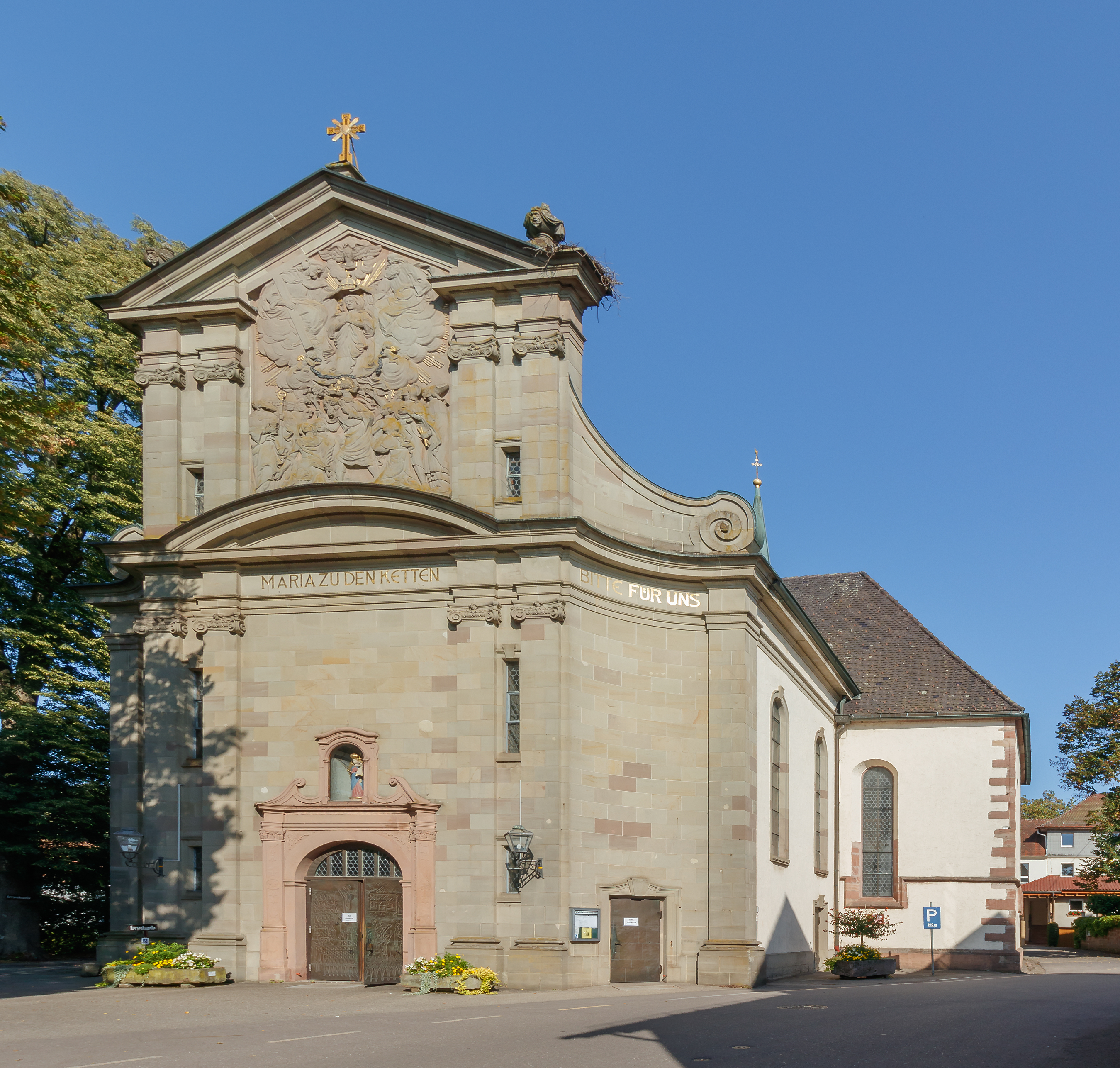
Maria zu den Ketten von Westen

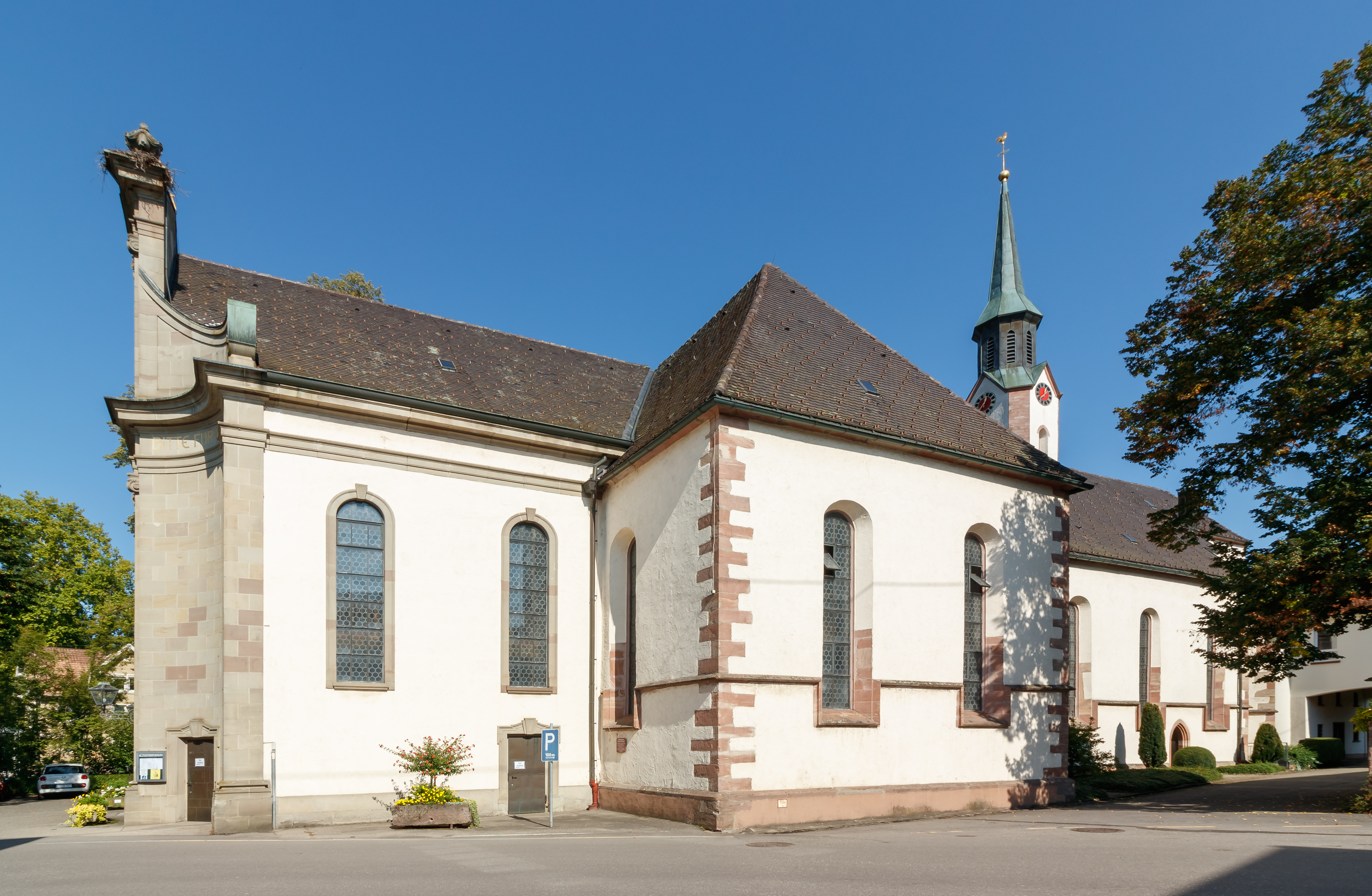
Maria zu den Ketten von Süden

Maria zu den Ketten ist eine Wallfahrtskirche in Zell am Harmersbach, einer Stadt im Ortenaukreis von Baden-Württemberg, am Zusammenfluss von Harmersbach und Nordrach gelegen, die gemeinsam in die Kinzig münden. Die Kirche gehört zur Zeller Pfarrei St. Symphorian und damit seit der Dekanatsreform am 1. Januar 2008 zum Dekanat Offenburg-Kinzigtal im Erzbistum Freiburg und zudem zur Seelsorgeeinheit Zell. Ihre Geschichte und Gestalt haben besonders der Lehrer und Heimatforscher Franz Disch (1870–1948) und der als Seelsorger in Zell am Harmersbach tätige Kapuzinerpater Adalbert Ehrenfried erforscht.

## Legenden und Geschichte
Eine Legende sagt, der heilige Gallus habe sich nah dem Harmersbach eine Klause gebaut. Daneben sei eine Quelle entsprungen, die er mit Rosen umpflanzt habe. Bewohner der Umgebung hätten später in den Rosen ein Marienbild gefunden, es „Maria zur Rose“ genannt und eine Kapelle gebaut. Eine andere Legende will, dass ein Schmied aus Schuttern bei einem Kreuzzug in türkische Gefangenschaft geraten und nach Babylon und Jerusalem gebracht worden sei. Er flehte die Gottesmutter an und versprach, zum Zeller Gnadenbild zu wallfahren, wenn sie ihn befreie. Maria befahl ihm, die Ketten abzuschütteln und ein am Wege stehendes Pferd zu besteigen. Am nächsten Morgen fand sich der Mann am Fuß der Berge bei Lahr wieder, nah seiner Heimat. Voll Freude begleiteten ihn seine Landsleute nach Zell, wo die Ketten zur ewigen Erinnerung an das Wunder in der Kapelle aufgehängt wurden und heute noch hängen. Auch soll im Dreißigjährigen Krieg ein schwedischer Oberst dem Zeller Schmied Jakob Grabler befohlen haben, die Ketten zu Hufeisen umzuschmieden. Als der Schmied aber die Ketten aus der Esse auf den Amboss legen wollte, verschwanden sie von der Zange und hingen wieder am alten Ort, wie der Zeller Porzellanmaler Severin Schoch (1842–1880) reimte:
Der Schmied taucht sie in die Gluht

Schwingt kräftig seinen Hammer

Doch vom Ambos sind sie weg

Verschwunden Glied und Klammer

Und wieder sind sie links und rechts

Die Ketten am Altare

Der Oberst ganz erschrecklich flucht

Rauft sich im Zirn die Haare
Das wiederholte sich, der Oberst glaubte an das Wunder und befahl, die Kapelle zu schonen, während die Pfarrkirche niedergebrannt wurde. Das geschah im Jahr 1643 – ein historisches Ereignis.
Sind die zweite und dritte Legende ätiologische Erzählungen zu dem nirgends sonst vorkommenden Namen „Maria zu den Ketten“, so rührt die Galluslegende von der engen Beziehung Zells zum Benediktinerkloster Gengenbach her, von dem aus Zell gegründet wurde und das wiederum in Verbindung mit der Benediktinerabtei St. Gallen stand. Die Pfarrkirche der bachaufwärts gelegenen Gemeinde Oberharmersbach ist eine Galluskirche.
Jedenfalls ist für den Anfang des 11. Jahrhunderts eine Kirche mit gemauertem Turm und sind für das 14. Jahrhundert Prozessionen der Oberharmersbacher zu der Kirche bezeugt. 1480 ließ der Gengenbacher Abt Jakob von Bern (Abt seit 1475) eine größere Kirche bauen. Nach einem Zeller Magistratsprotokoll von 1697 war die Wallfahrt berühmt; von nah und fern kämen große Volksmengen.
Nachdem schon früher Kapuziner die Wallfahrt betreut hatten, so von 1630 bis 1803 die Mönche des Kapuzinerklosters Haslach, so erbauten die Kapuziner der Rheinisch-Westfälischen Ordensprovinz 1920 neben der Kirche ein eigenes Kloster. Sie sind bis heute (2015) hier tätig.
Früher gehörte Maria zu den Ketten zu der selbstständigen Gemeinde Unterharmersbach. Erst 1975 kam die Kirche mit deren Eingemeindung von Unterharmersbach zur Stadt Zell am Harmersbach.

## Baugeschichte
Die heutige Kirche wurde in vier Etappen gebaut. Vom Bau von 1480 stammen der Turm, der Chor mit seinem Netzgewölbe und der östliche Teil des Langhauses bis zu der Mauerecke nah der Kanzel. 1654 wurden Schäden aus dem Dreißigjährigen Krieg beseitigt – die Kirche war zwar, wie die Legende berichtet, nicht zerstört worden, hatte aber doch gelitten. In einer zweiten Etappe wurde um 1700 das Langhaus nach Westen verlängert. 1715 wurde der jetzige Hochaltar errichtet. 1739 entstanden die Sakristei östlich des Chors und das darüberliegende Mesnerhaus. Man brauchte aber auch mehr Platz für die Gläubigen. Eine weitere, dem Platzbedarf entsprechende Verlängerung nach Westen in Langhausbreite hätte ins Gebiet der Stadt (damals Freien Reichsstadt) Zell gereicht. Um Zwistigkeiten bezüglich der Hoheitsrechte vorzubeugen, baute man ein westliches Querhaus, den „Zwerchbau“. In der vierten Etappe 1910 bis 1911 schließlich wurde doch nach Westen auf Zeller Boden erweitert, und zwar in der Breite des alten Langhauses. Das alte Portal wurde dabei in die neue Westfassade eingefügt.
Im 20. Jahrhundert wurden vier größere Renovierungen durchgeführt, die letzte von 1985 bis 1987.

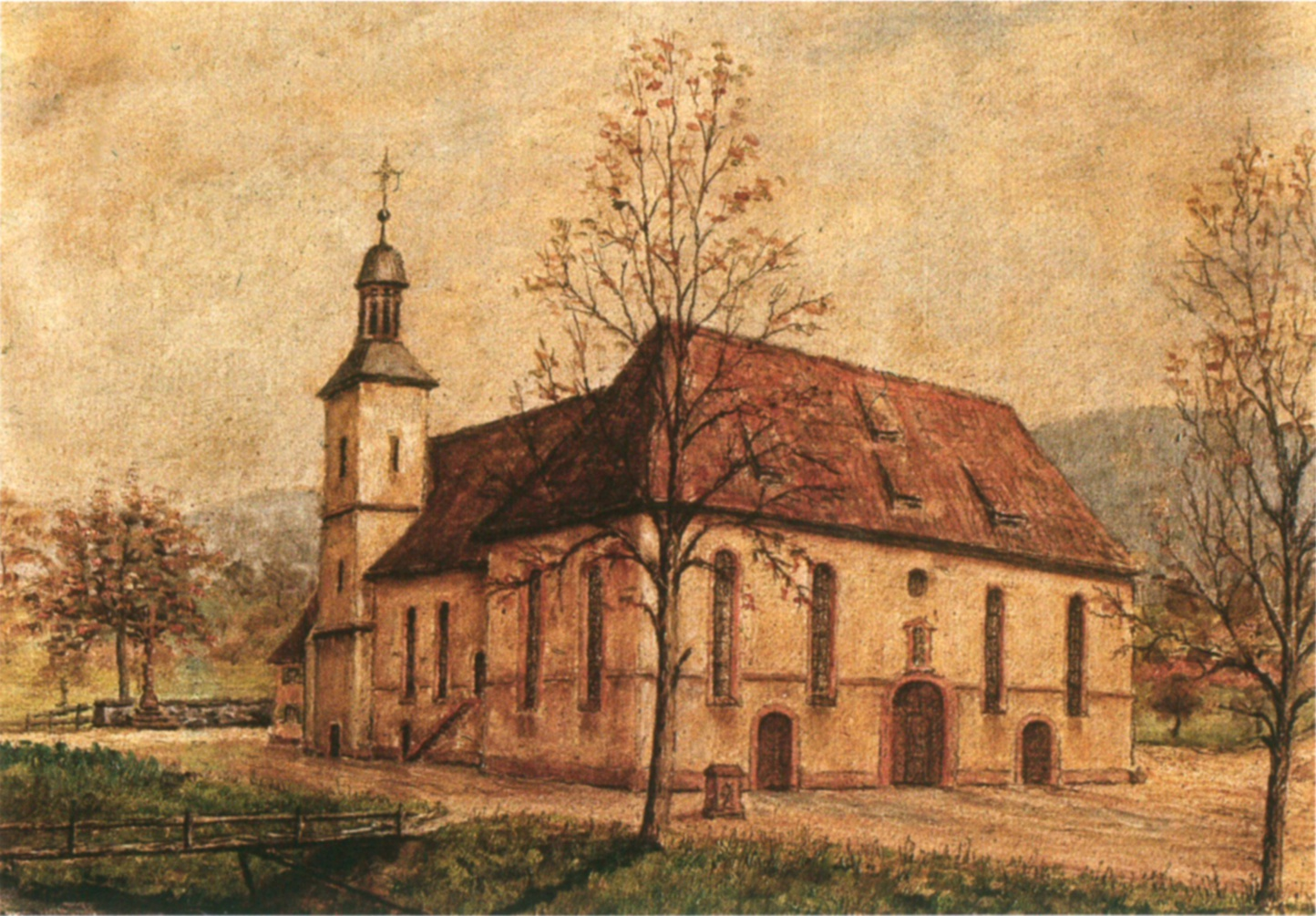
Maria zu den Ketten 1744
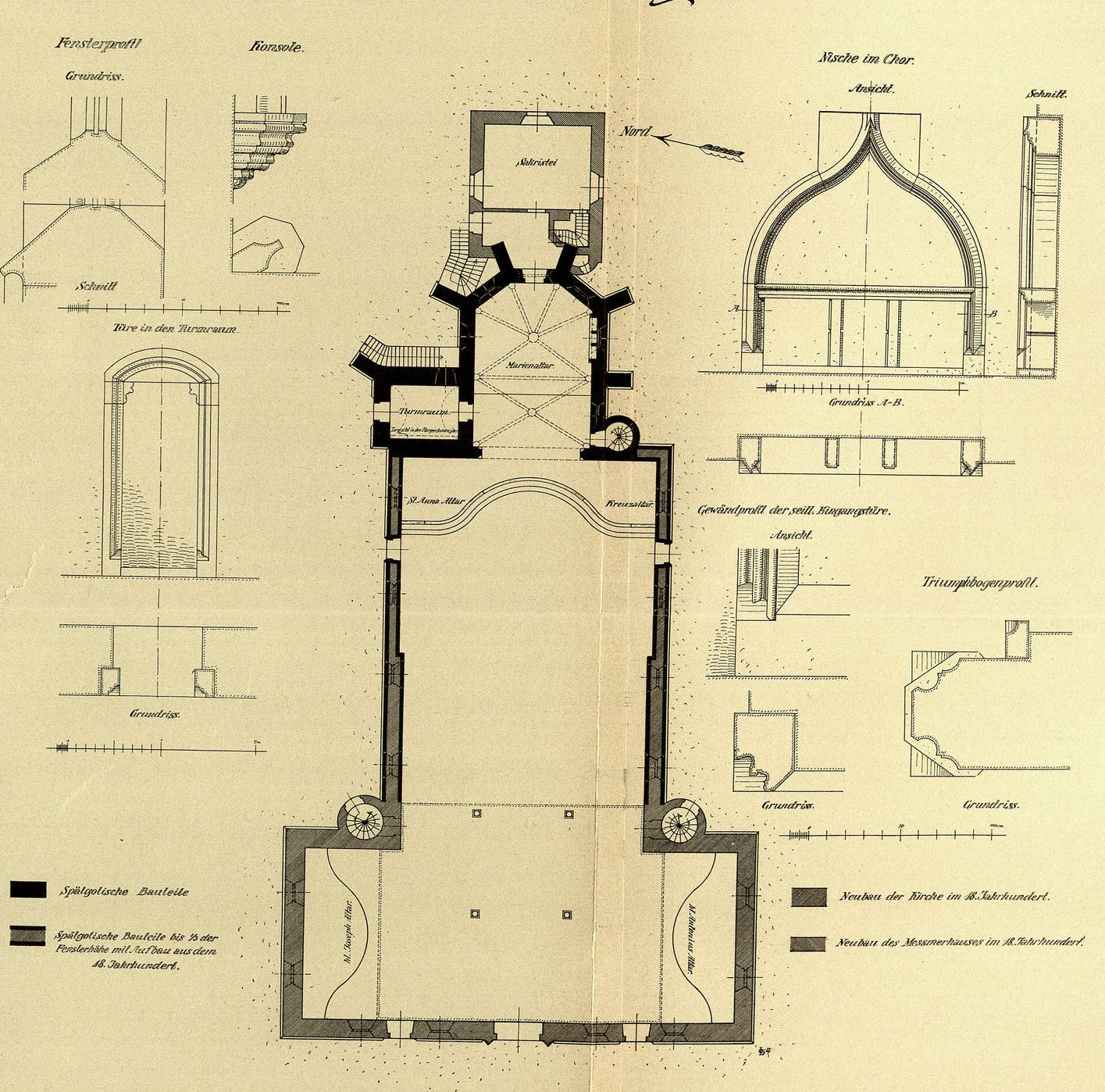
Grundriss um 1900

## Gebäude
Das alte Portal mit einer Figurennische hebt sich durch seinen roten Sandstein vom gelben Sandstein der Fassade von 1910/11 ab. Im Osten des Langhauses geben Seiteneingänge links und rechts Zutritt. Die ehemals gotisch-spitzbogigen Fenster des östlichen Langhauses erhielten bei der Erweiterung von 1700 Rundbögen. Im Chor sind die Spitzbogenfenster geblieben, aber ohne ihr Maßwerk. Der Chor schließt in drei Seiten des Achtecks. Er besitzt ein sechsteiliges Rippengewölbe, während das Vorchorjoch kreuzrippengewölbt ist. Die Rippen ruhen auf achteckigen Konsolen.

## Ausstattung
Auf dem Kirchplatz steht in einer Vertiefung, zu der fünf Stufen hinabführen, ein Brunnen von 1790. Zuunterst tragen zwei Putten Ketten. Darüber steht auf einem mit Voluten und Rocaillen geschmückten Postament die Maria Immaculata mit dem Jesuskind auf einer Weltkugel.
Eine weitere Marienstatue, von 1710, steht in der Supraporta des Kirchenportals. In gelbem Sandstein ist darüber ein großes Relief der Krönung Mariens angebracht. Unter Maria halten zwei Putten eine zerrissene Kette, weiter unten stehen die vierzehn Nothelfer.

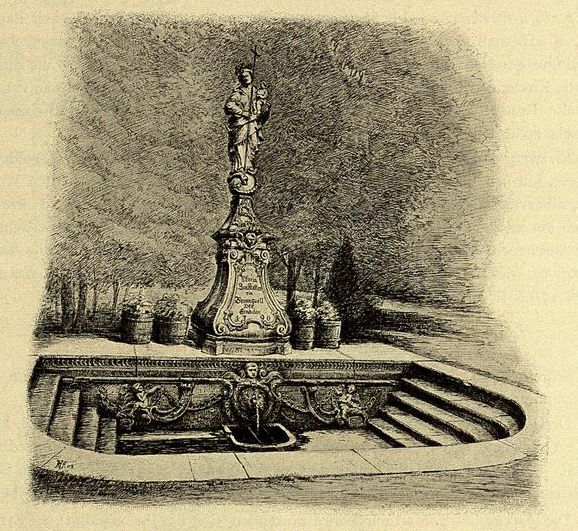
Wallfahrtsbrunnen um 1900
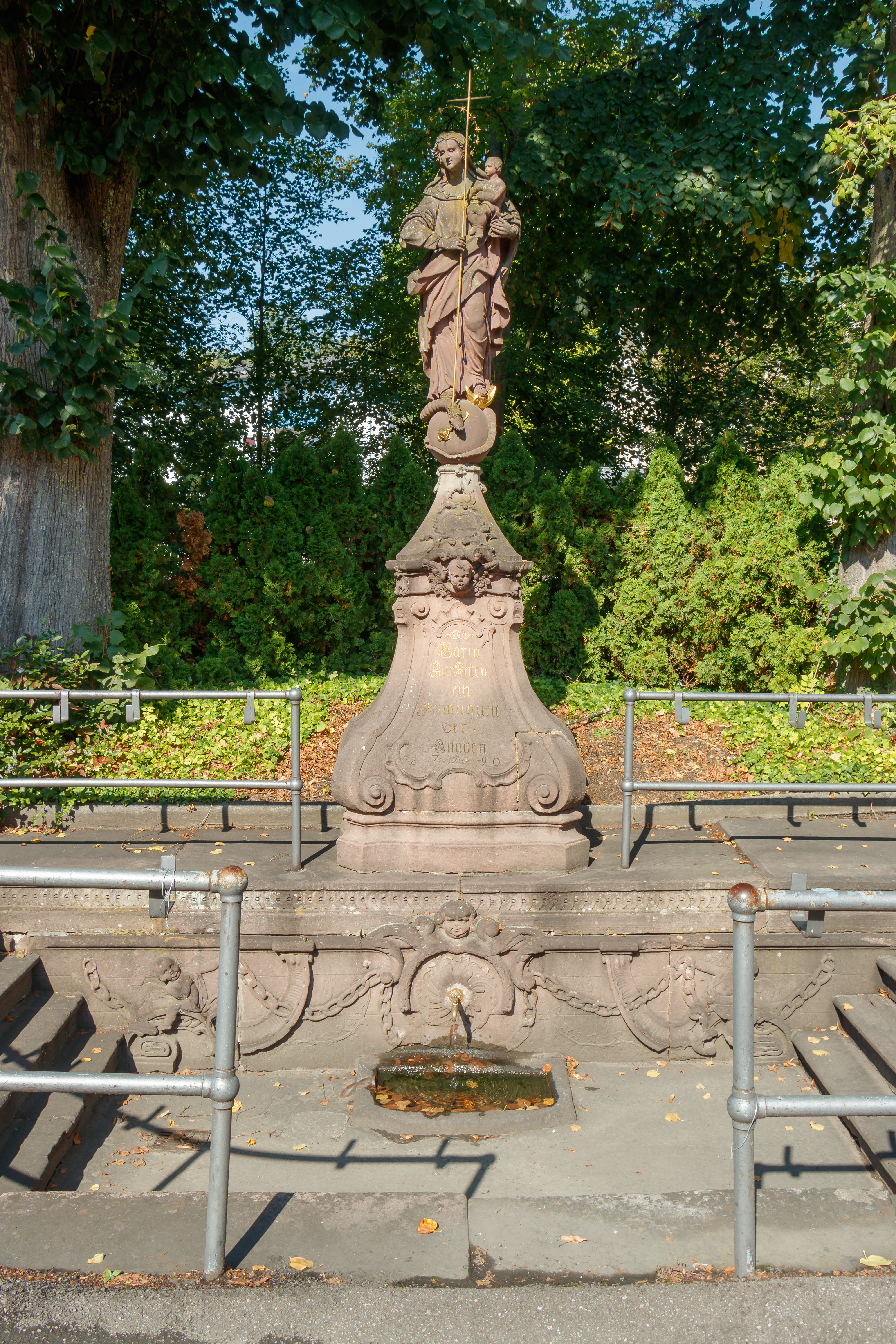
Wallfahrtsbrunnen 2020
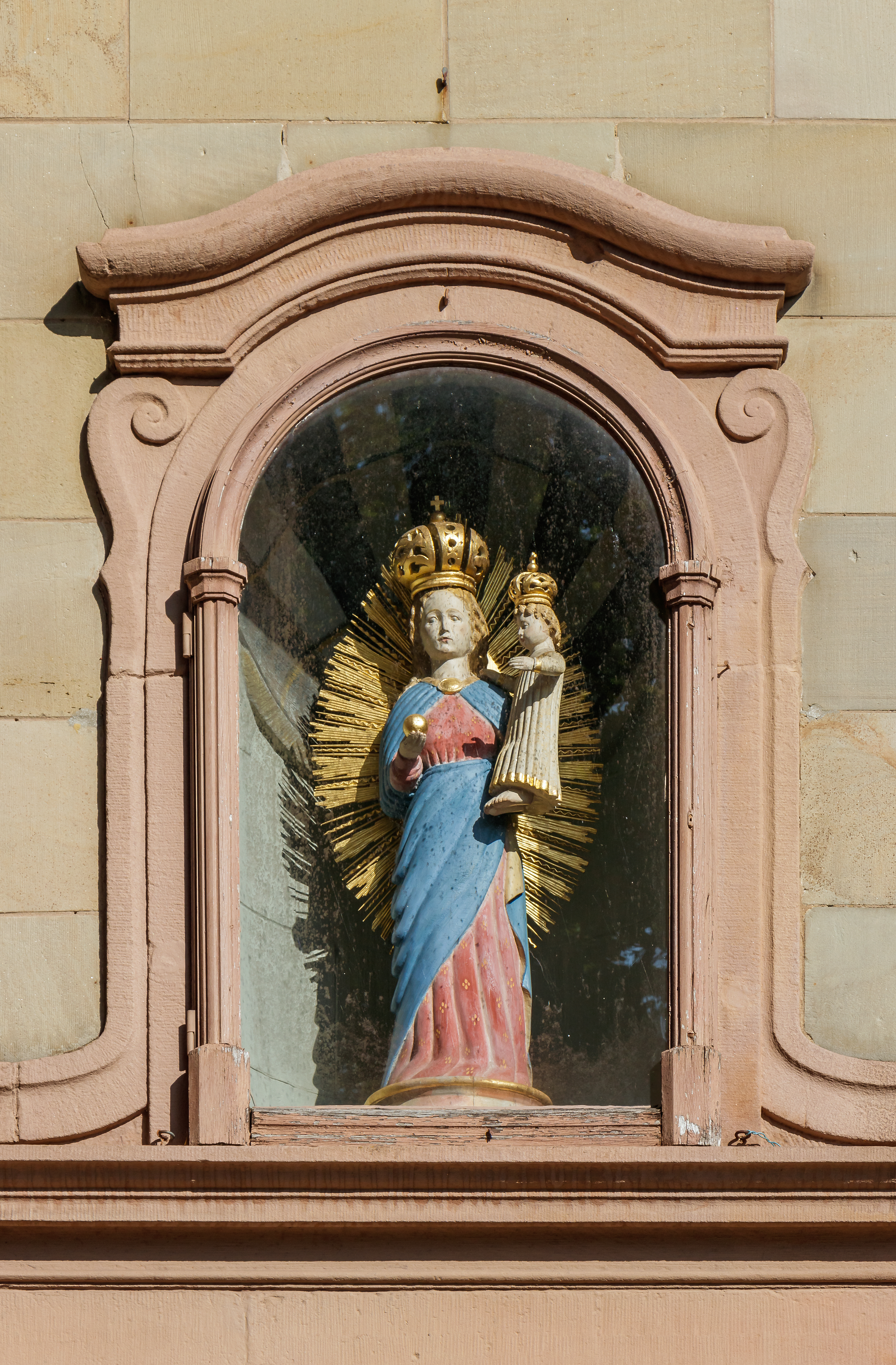
Supraporta mit Marienstatue
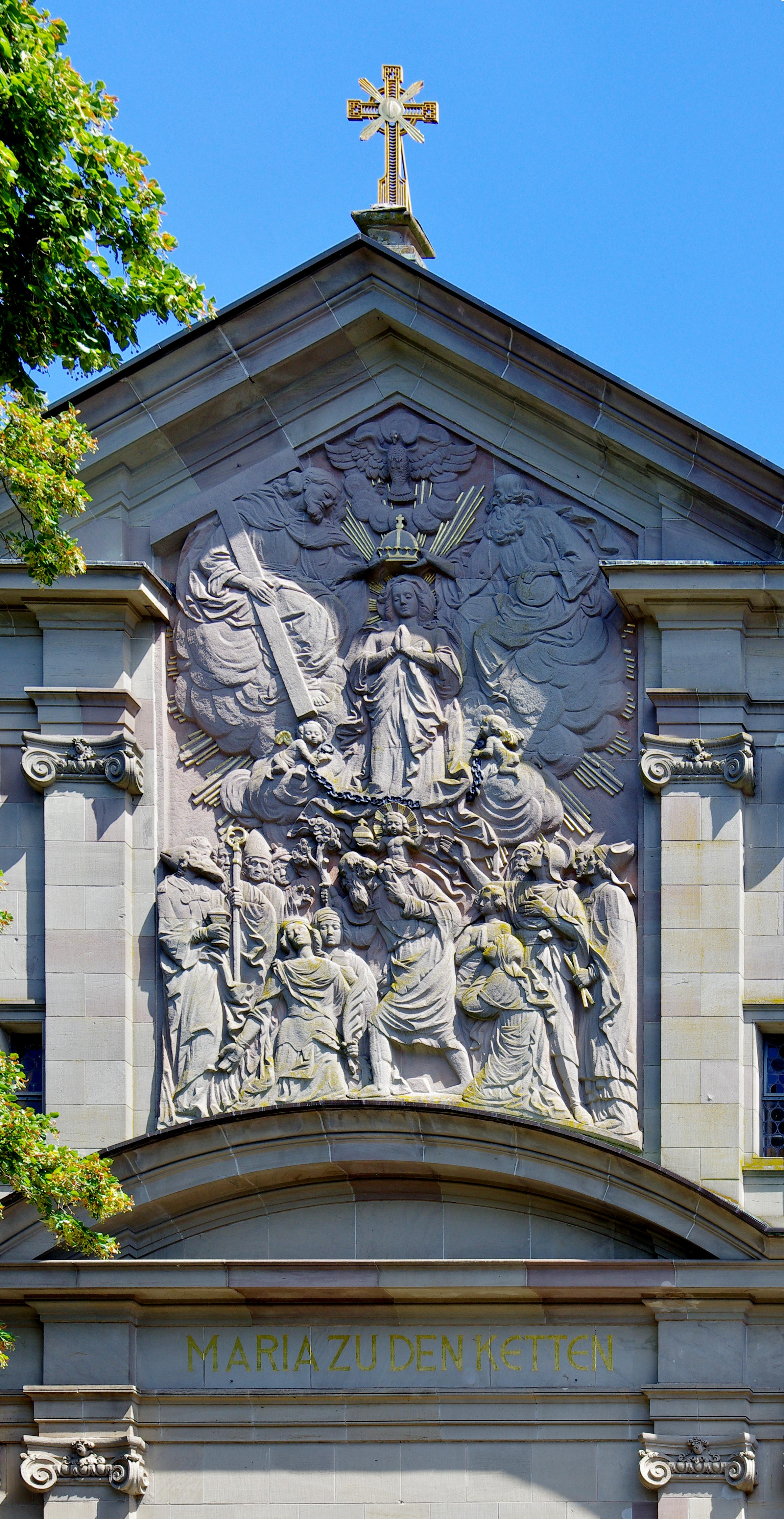
Fassadenrelief

### Deckengemälde
Das Deckengemälde in der Mitte der Kirche zeigt oben auf einer Wolke schwebend und von Engeln verehrt das Gnadenbild, anders als heute in barocken Gewändern. Darunter geschehen vor der Silhouette von Zell mit einem Turm, der Wallfahrtskirche vor der letzten Verlängerung und St. Symphorian die Kettenwunder: rechts die Heimkehr des Mannes aus Schuttern mit der zerrissenen Kette, links die schwedischen Soldaten und der vergebliche Versuch, die Kette zu Hufeisen umzuschmieden. Die vier Gemälde um das Hauptbild zeigen Mariengeheimnisse: die „unbefleckte Empfängnis“, die Geburt Marias, die Verkündigung des Herrn und die Aufnahme Marias in den Himmel.

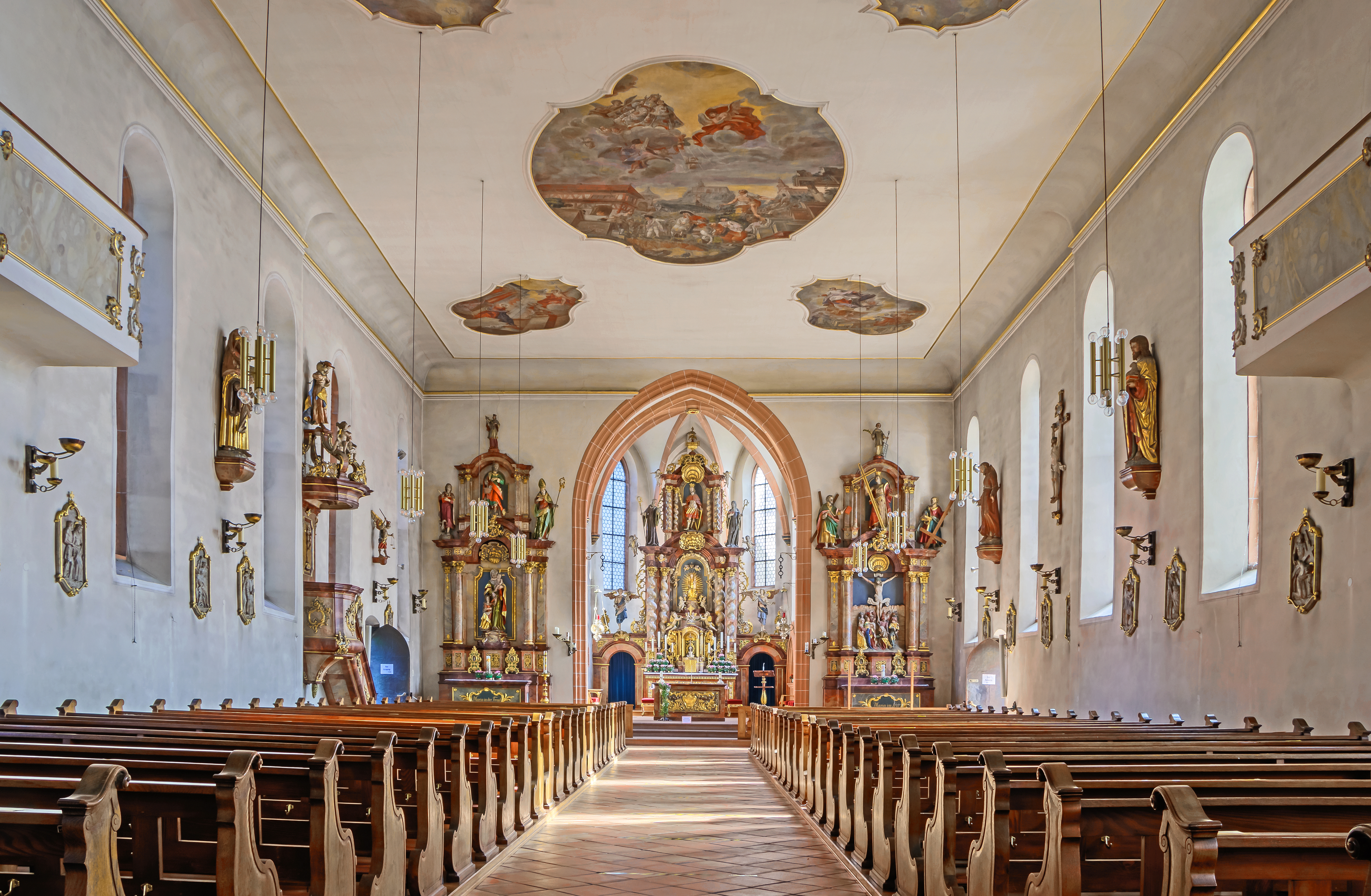
Innenraum
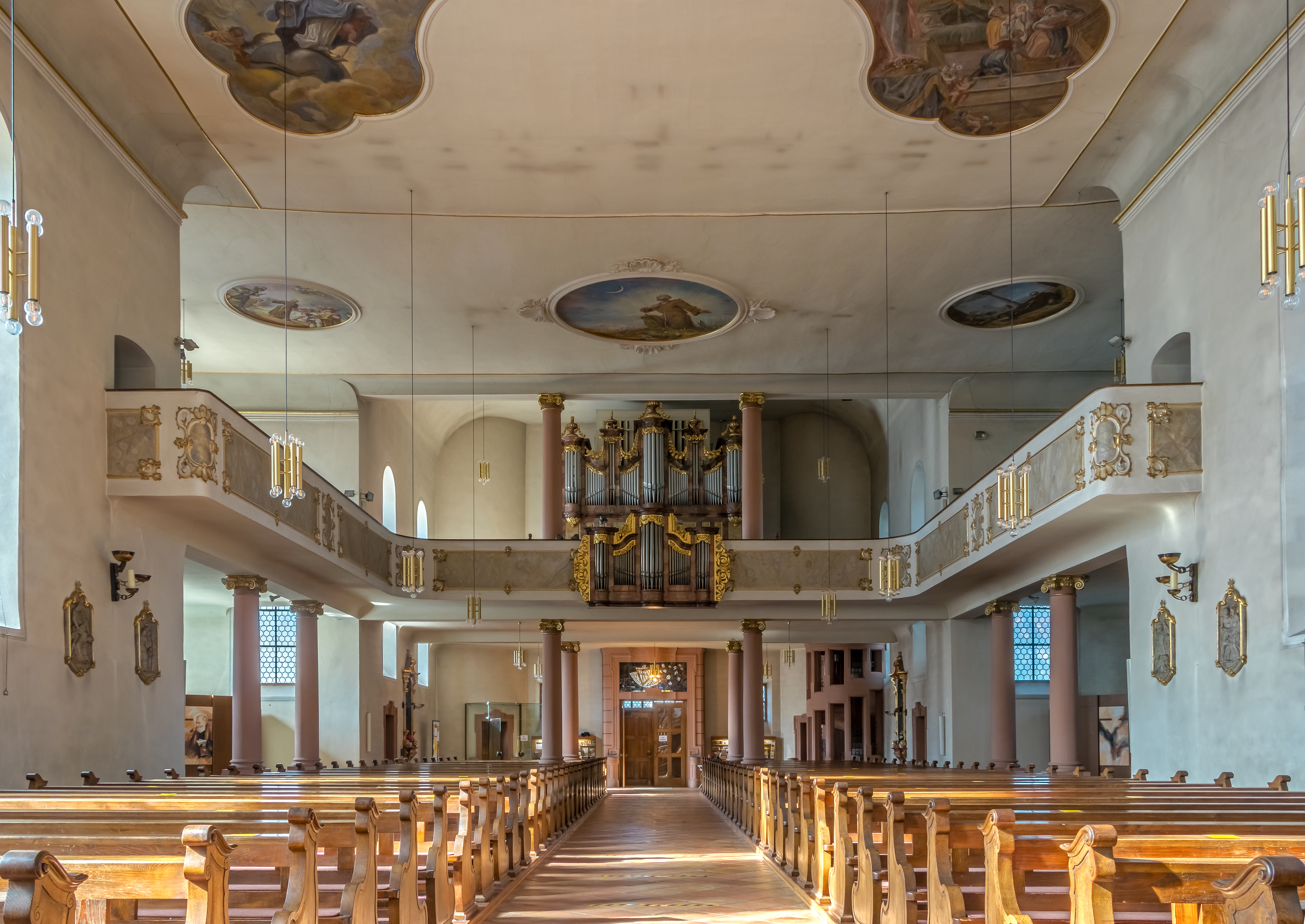
Orgelempore
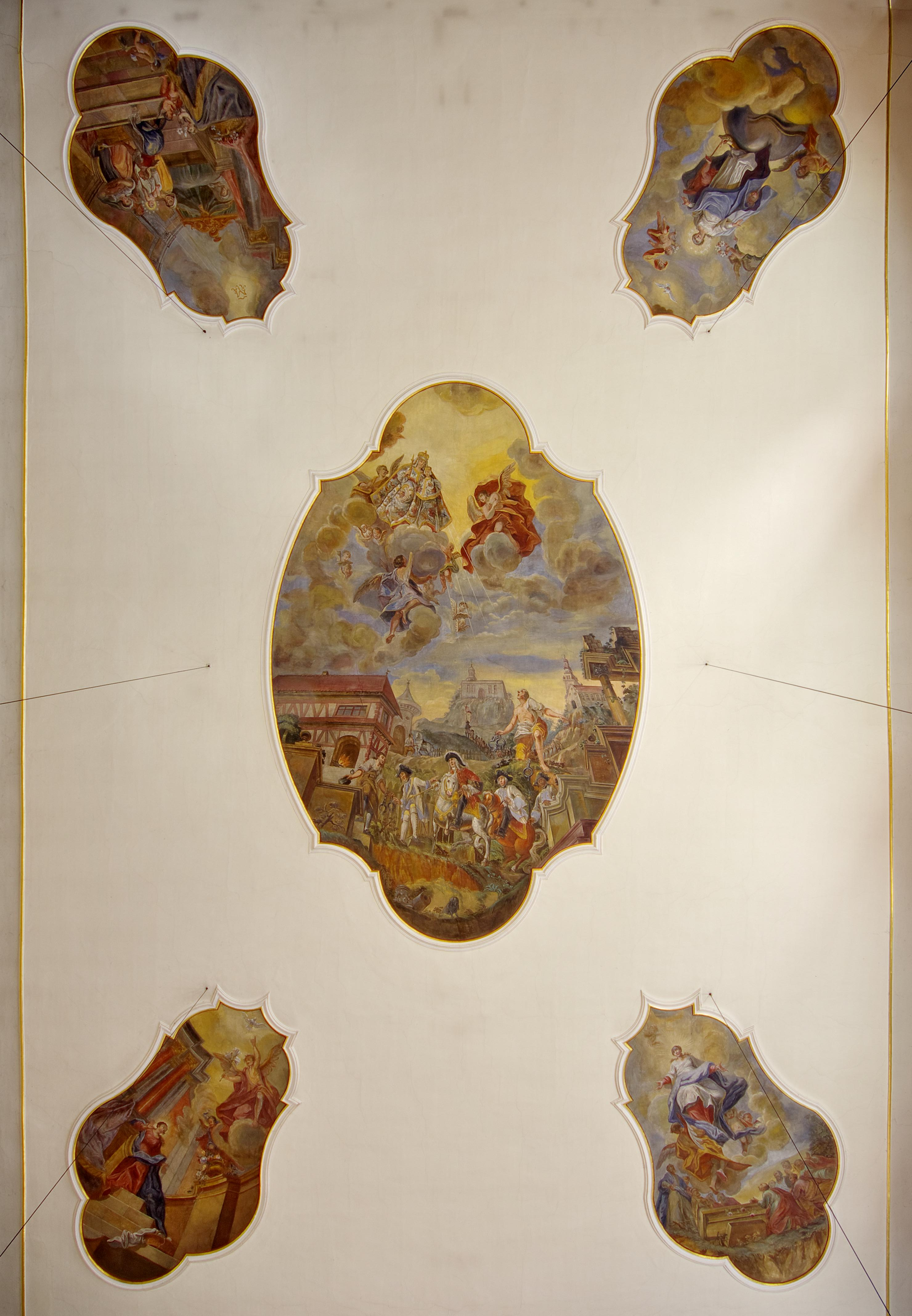
Deckengemälde

### Chor und Altäre
Die historischen Eisenketten hängen links und rechts am Chorbogen.
Die zwei Ewig-Licht-Ampeln wurden im 17. Jahrhundert von Augsburger Goldschmieden hergestellt.
Der Hochaltar von 1715 ist ein barockes Kunstwerk mit gedrehten Säulen sowohl im Hauptgeschoss als auch im Auszug. In der Mitte steht über dem Tabernakel das Gnadenbild, eine Madonna aus der Zeit um 1350. Strahlenkranz, Krone und Zepter wurden in der Barockzeit hinzugefügt. Joseph Dettlinger hat sie in Gold gefasst. Die barocken Gewänder sind heute entfernt. „Noch ist Maria auf einem Thron sitzend dargestellt. Diese Komposition wurde bald von den stehenden Madonnen abgelöst. Haltung und die Anordnung des Kleides sind sehr würdevoll, die Figur durchgeistigt und fraulich. Anmutig ist das Schleiertuch um das Haupt gelegt, und in sanften Falten schwingt das Kleid dem Boden zu aus.“ Im Auszug steht über dem Gnadenbild König David mit Zepter und Harfe, links Benedikt von Nursia, rechts Benedikts Schwester Scholastika, beide mit Abtsstab und an Gengenbach erinnernd. Eine klassizistische Vase krönt den Aufbau. Zahlreiche kleine Engel huldigen Maria. Auch auf Durchgängen links und rechts neben dem Hochaltar stehen Engel, jeder mit einer Kette, dazu Reliquiare.
Die Seitenaltäre ähneln dem Hochaltar, besitzen aber glatte Säulen.
Im Zentrum des linken, von 1712, sind die heilige Anna, nach apokrypher Überlieferung die Mutter Marias, Maria und ihr Kind als Anna selbdritt dargestellt, im Auszug in der Mitte Marias apokrypher Vater Joachim, links der Apostel Johannes, rechts Augustinus, auch als Pirminius deutbar, ganz oben Johannes Nepomuk.
Das Zentrum des rechten Seitenaltars, von 1741, bildet ein Relief der Kreuzigung Jesu von Joseph Dettlinger aus dem Jahr 1910, eine „ausgezeichnete Bildhauerarbeit“. Im Auszug stehen über dem Relief die heilige Helena mit dem der Legende nach von ihr aufgefundenen Kreuz Jesu, links der Apostel Andreas mit dem Andreaskreuz, rechts Petrus mit dem umgekehrten Kreuz, an dem er, wieder nach apokrypher Überlieferung, mit dem Kopf nach unten gekreuzigt wurde. Ganz oben steht der heilige Laurentius als Diakon mit Märtyrerpalme und Rost.

Die Altäre im Querhaus tragen Statuen des heiligen Josef und des heiligen Antonius von Padua aus dem 17. Jahrhundert.

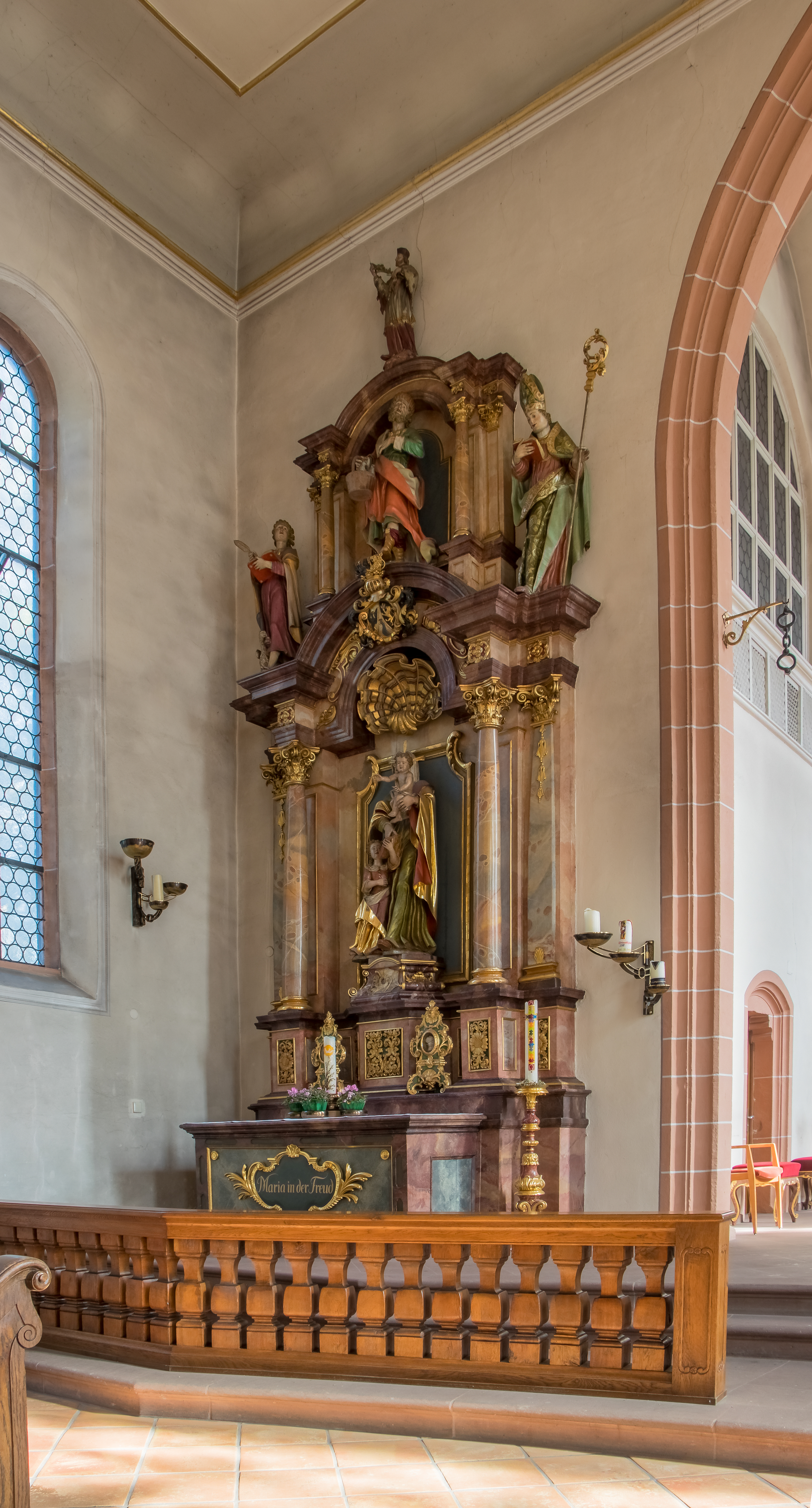
Linker Seitenaltar „Maria in der Freud“
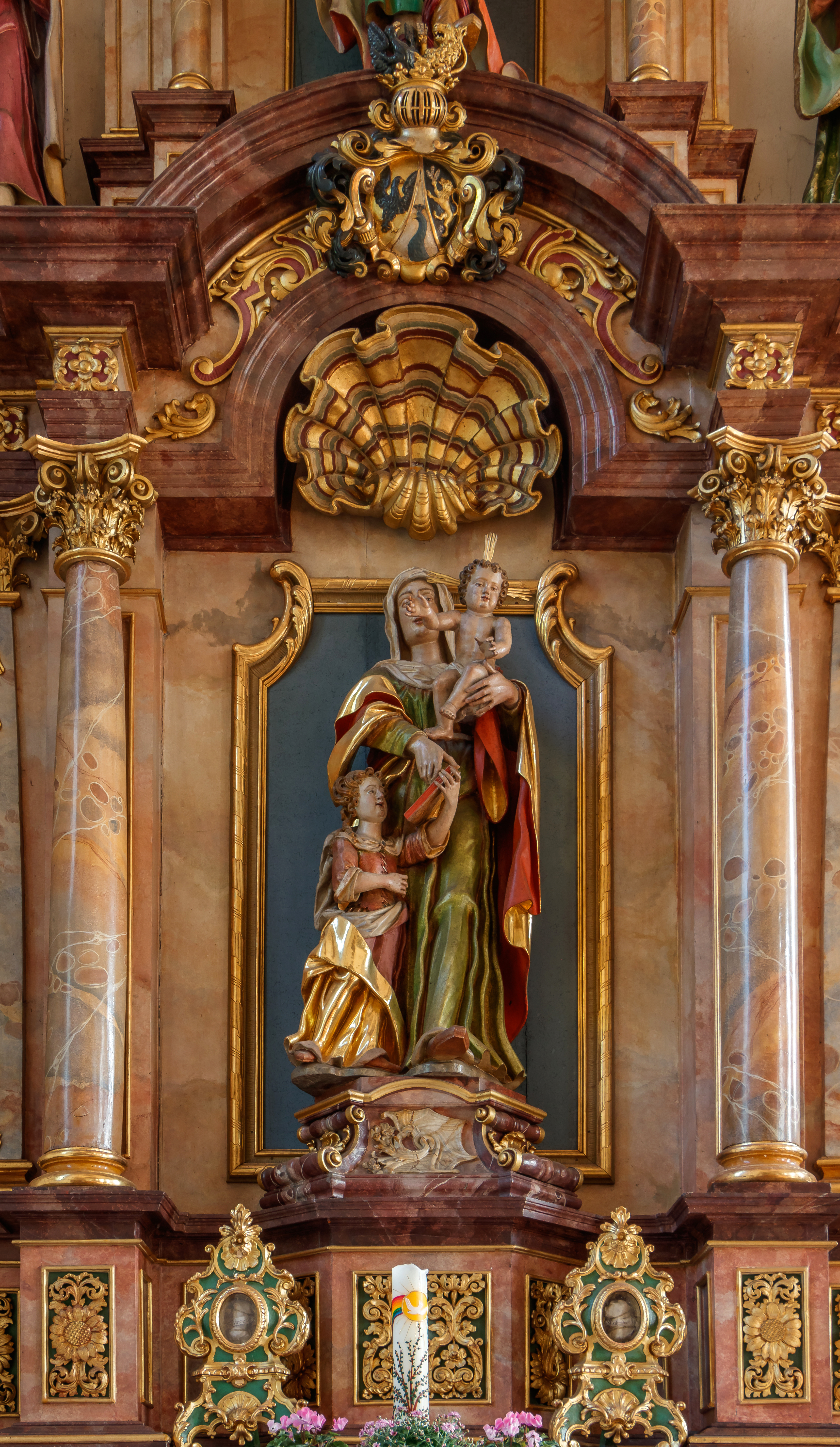
„Anna selbdritt“ Linker Seitenaltar
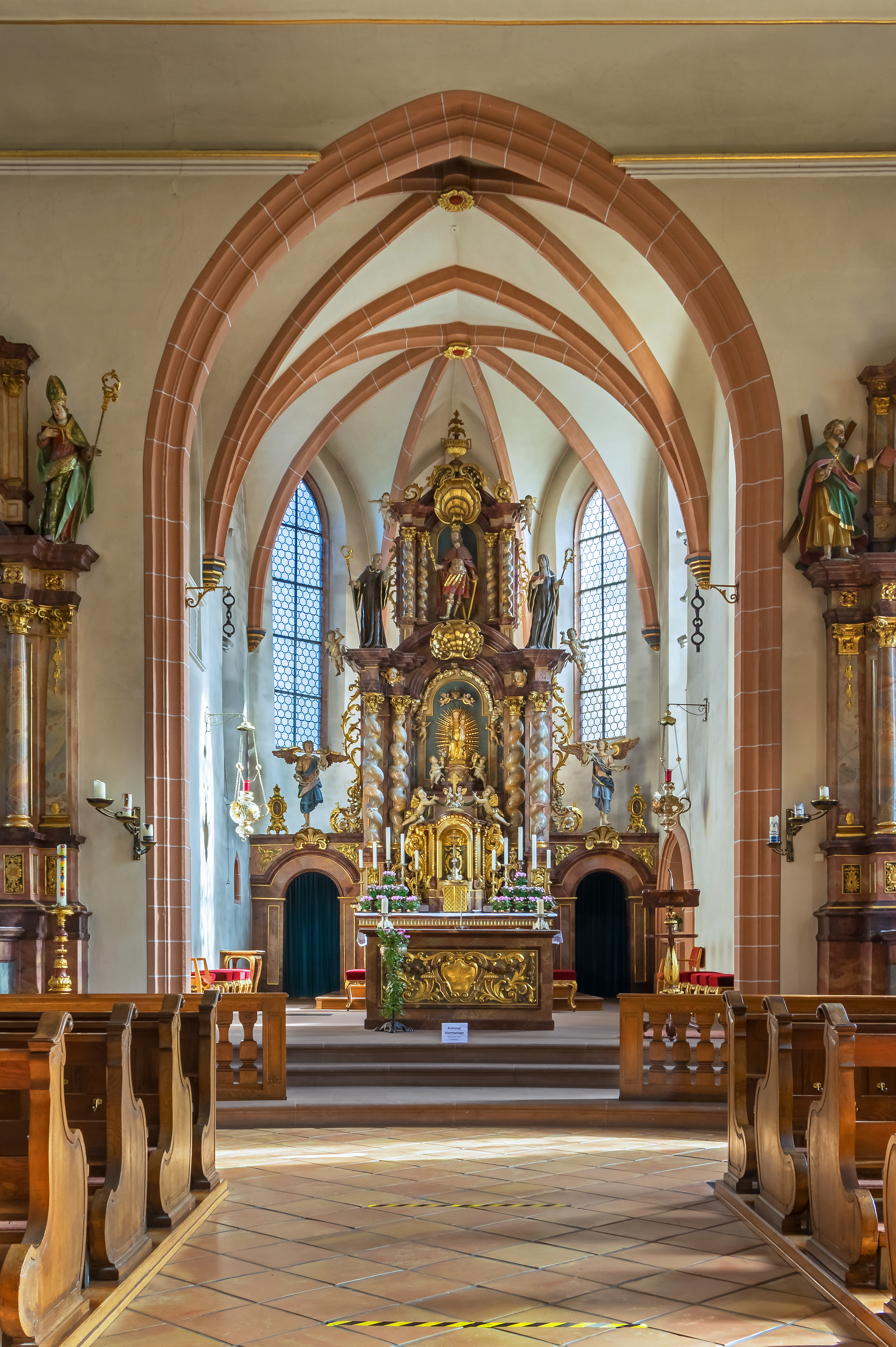
Altarraum
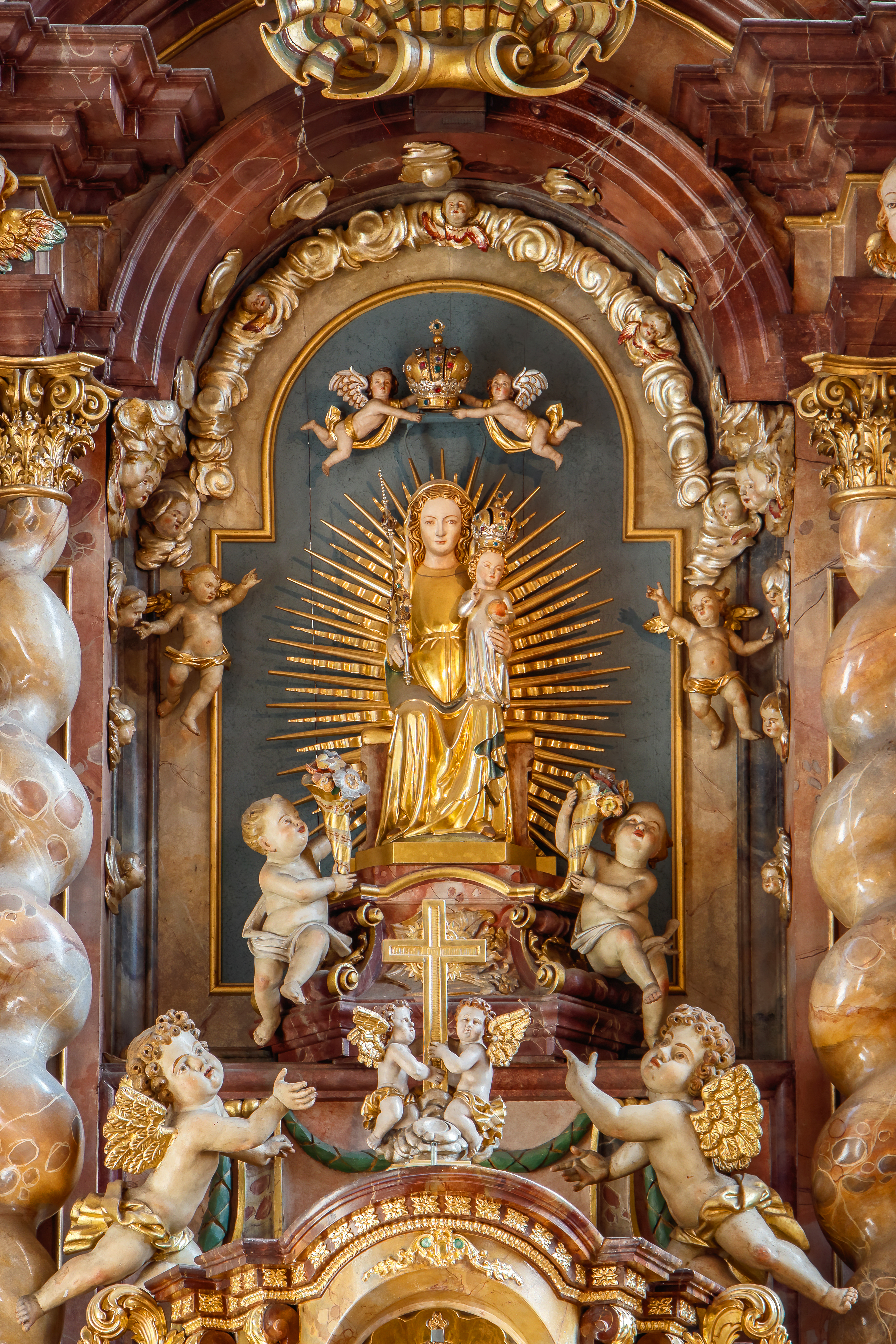
Gnadenbild
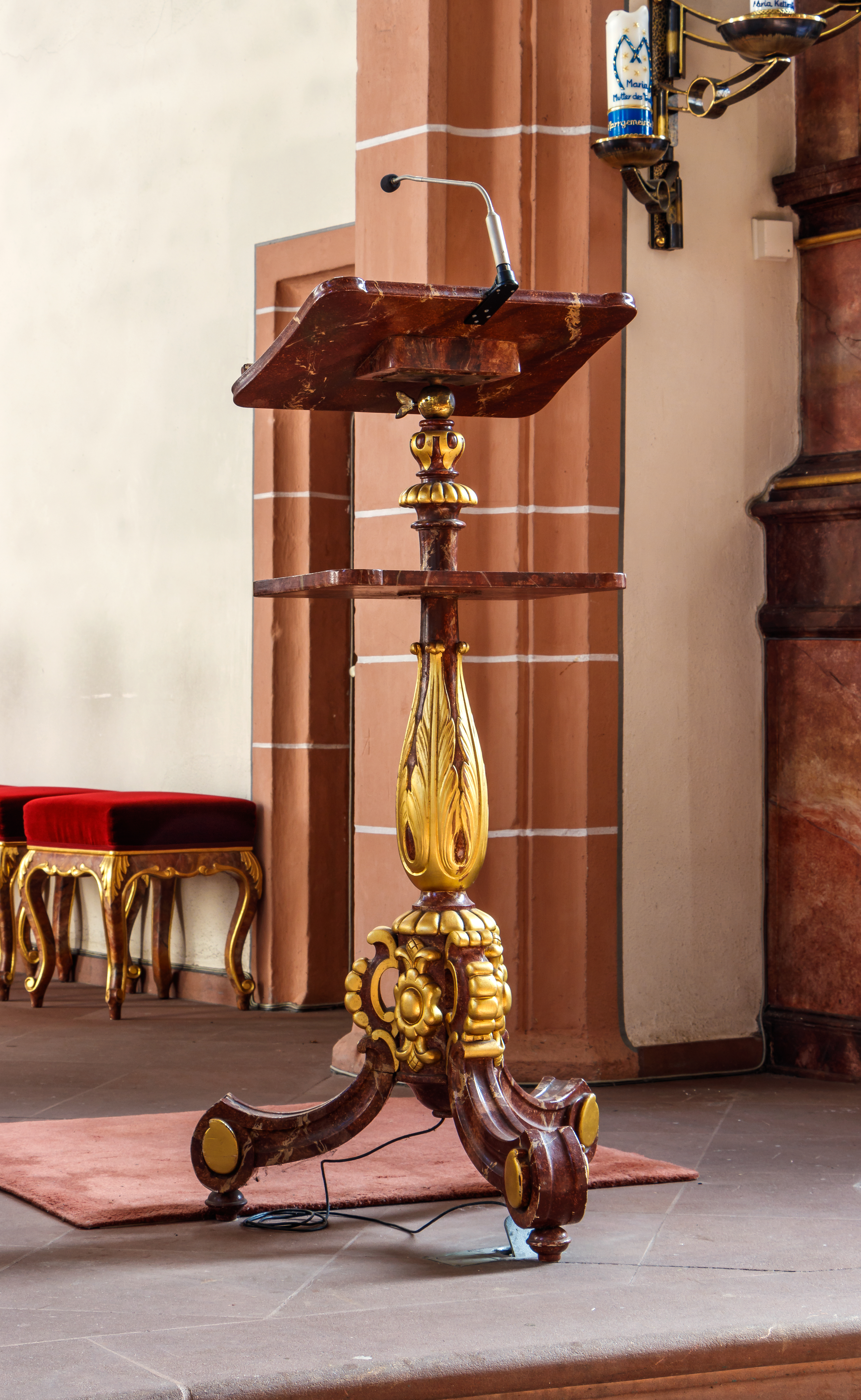
Lesepult
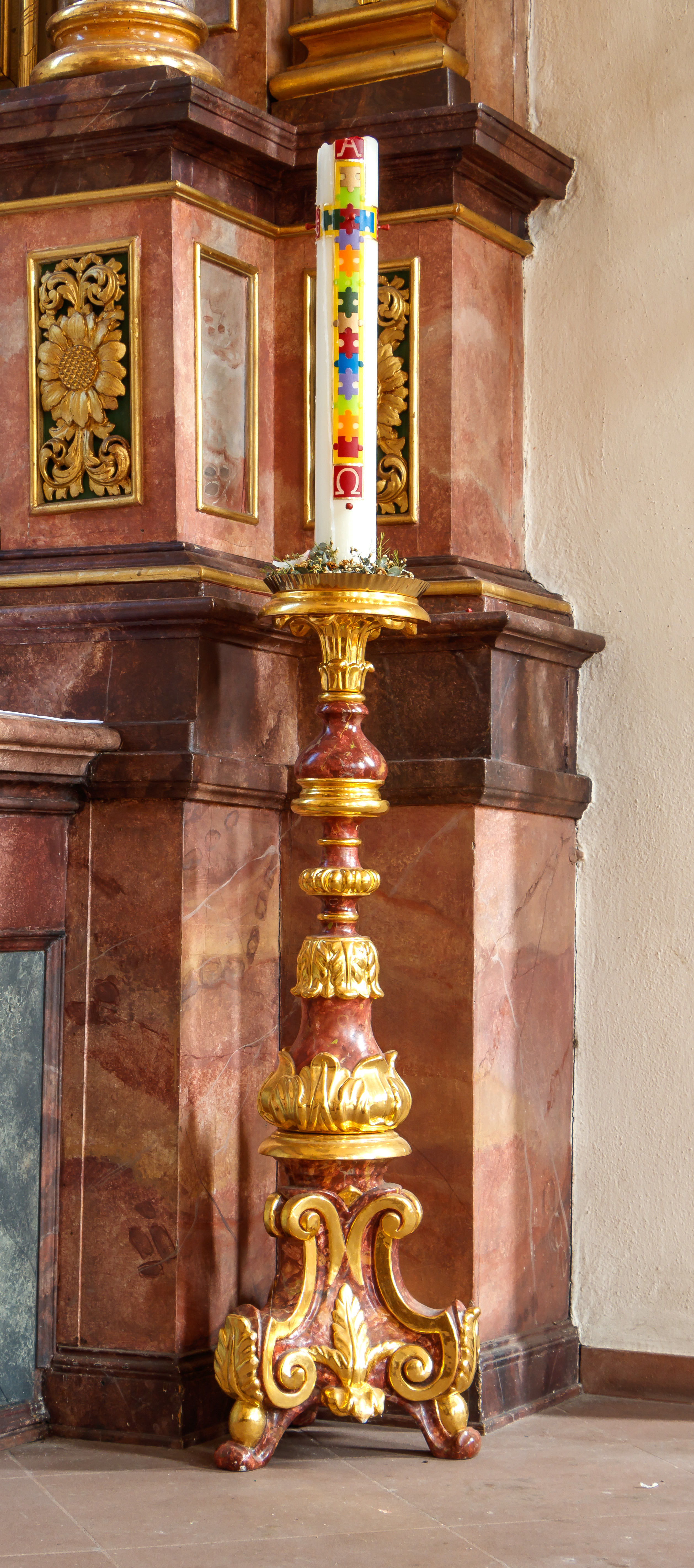
Osterkerze
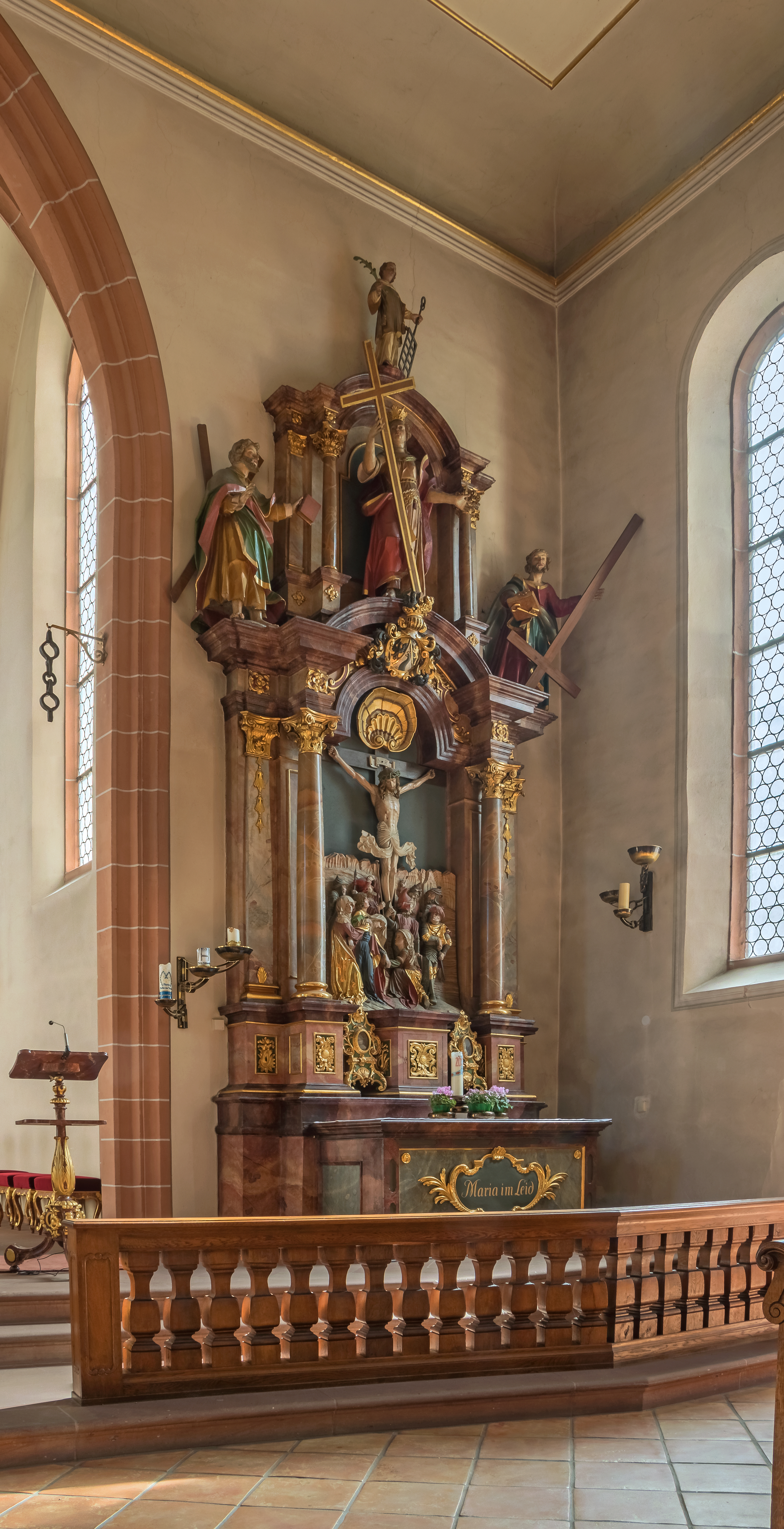
Rechter Seitenaltar „Maria im Leid“
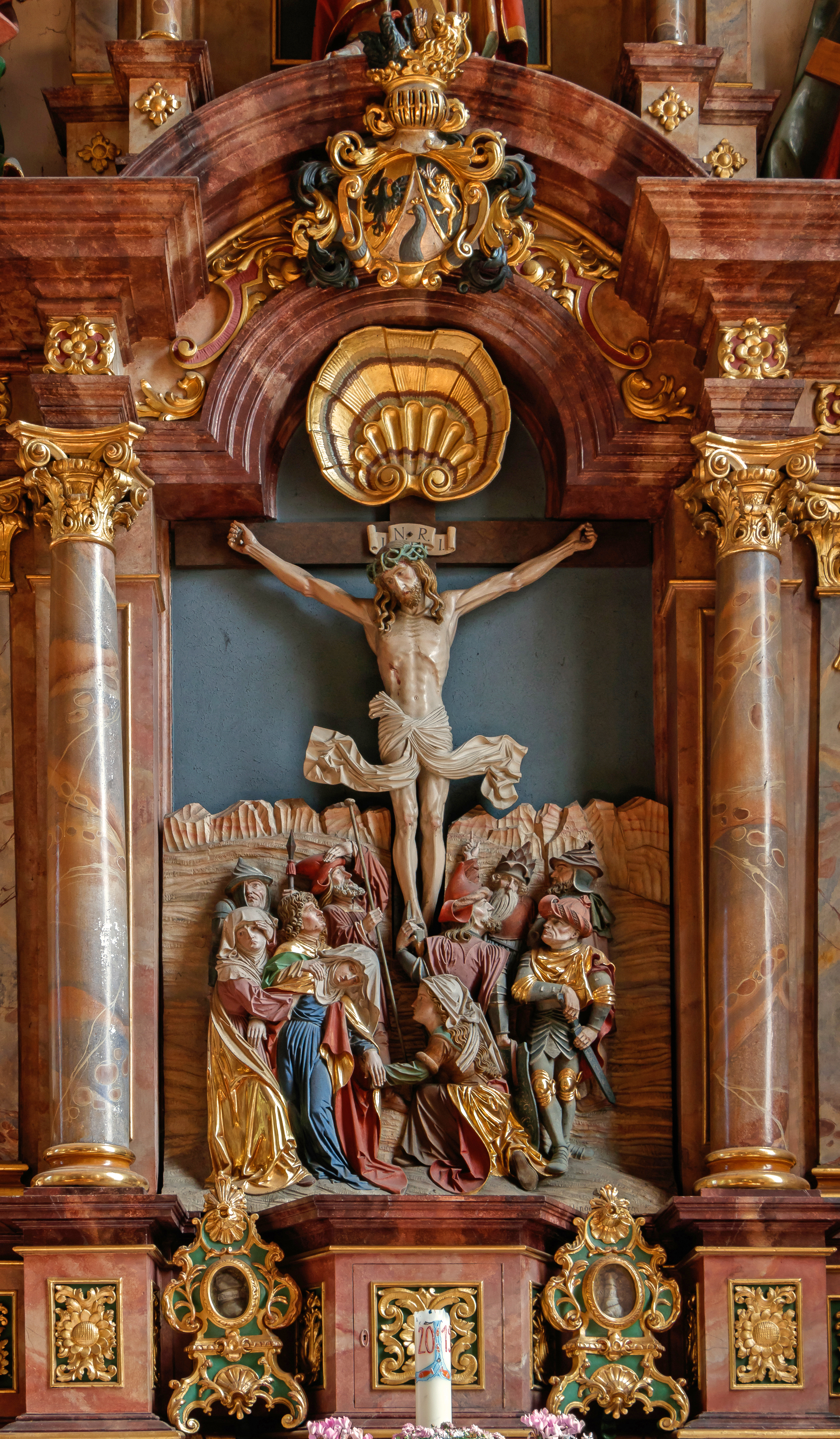
Kreuzigungs- gruppe Rechter Seitenaltar
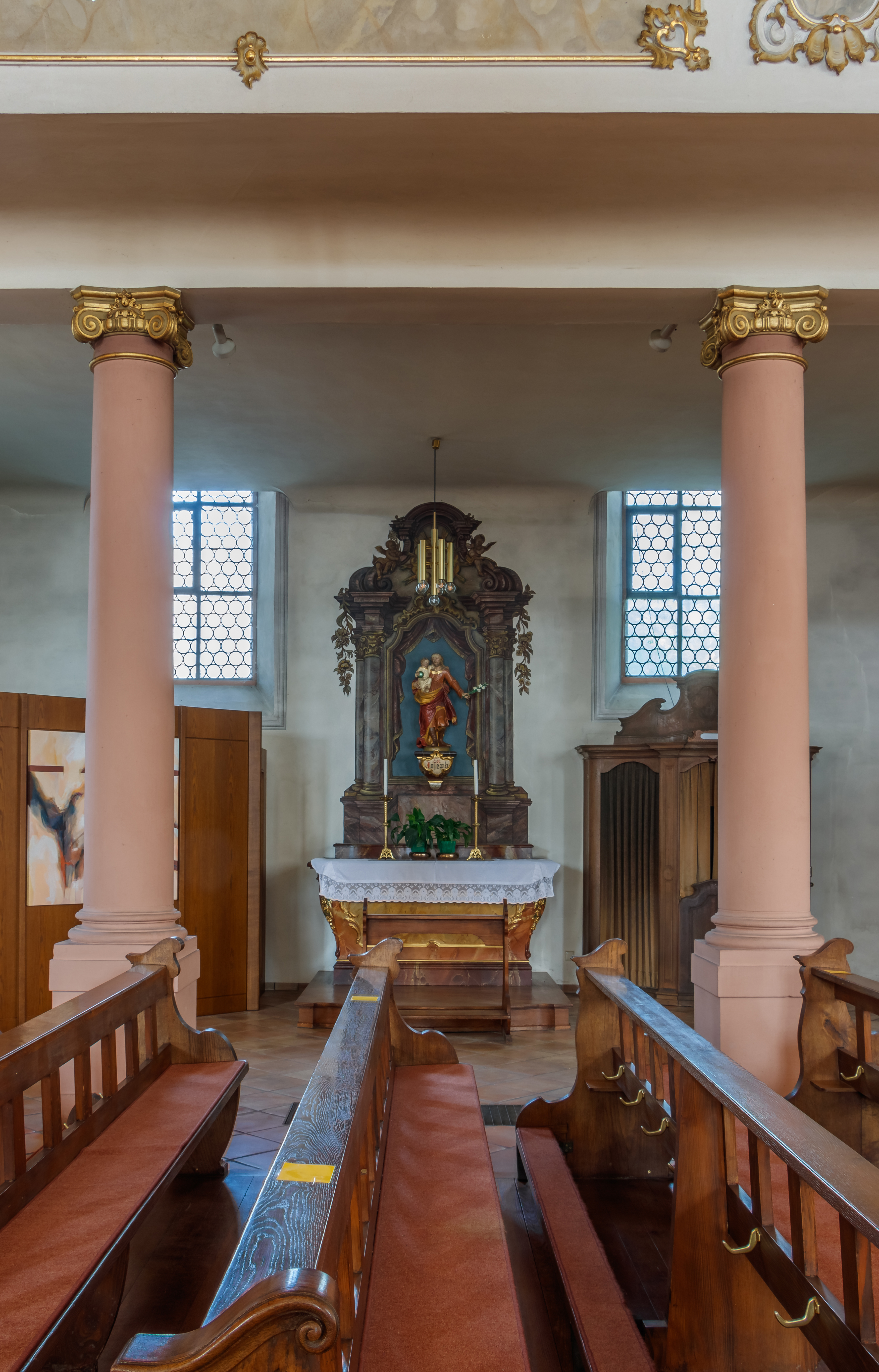
St. Josef-Altar
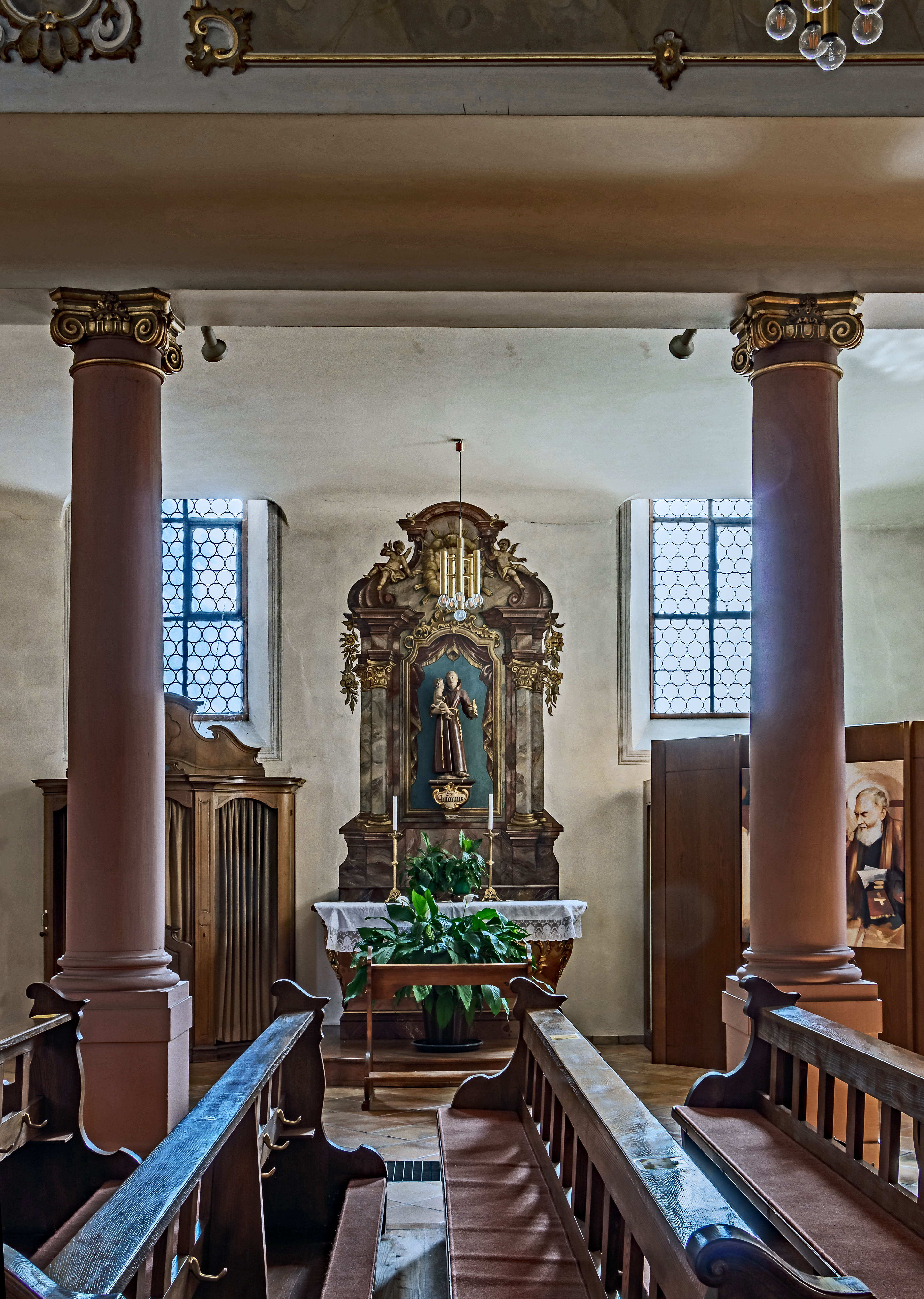
St. Antonius-Altar

### Sonstiges
Über dem linken Seiteneingang hält der Erzengel Michael Waage und Schwert. Ihm gegenüber steht der heilige Franz von Assisi. Auf dem Schalldeckel der Rokokokanzel von 1769 trägt Jesus als der Gute Hirt (Joh 10,1-21 ) ein Lamm auf der Schulter. Westlich der Kanzel steht an der linken Wand eine Figur des Zacharias, des Vaters Johannes des Täufers (Lk 1,5-25 ), gegenüber an der rechten Wand eine Figur seines Sohnes, beide 1900 von Joseph Dettlinger. Die Vorderfronten der Beichtstühle aus dem 18. Jahrhundert sind erhalten. Die Kreuzwegstationen sind Gemälde Emil Sutors von 1935.
Die ältesten Teile der Orgel auf der rückwärtigen Empore stammen von Georg Friedrich Merckel (1691–1766) aus Straßburg, einem Konkurrenten Andreas Silbermanns. Sie verfügt über 38 Register auf drei Manualen und Pedal. 

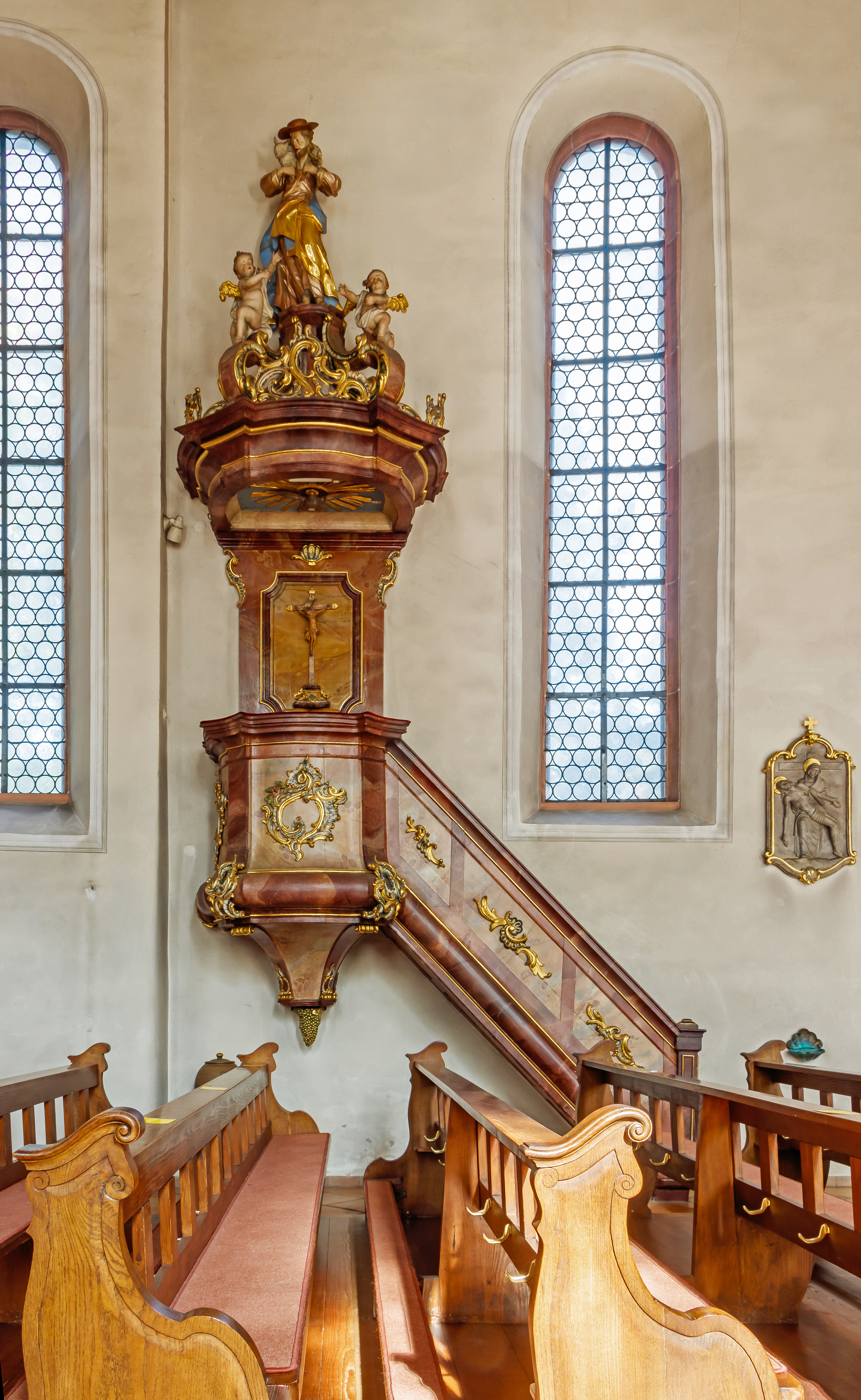
Kanzel
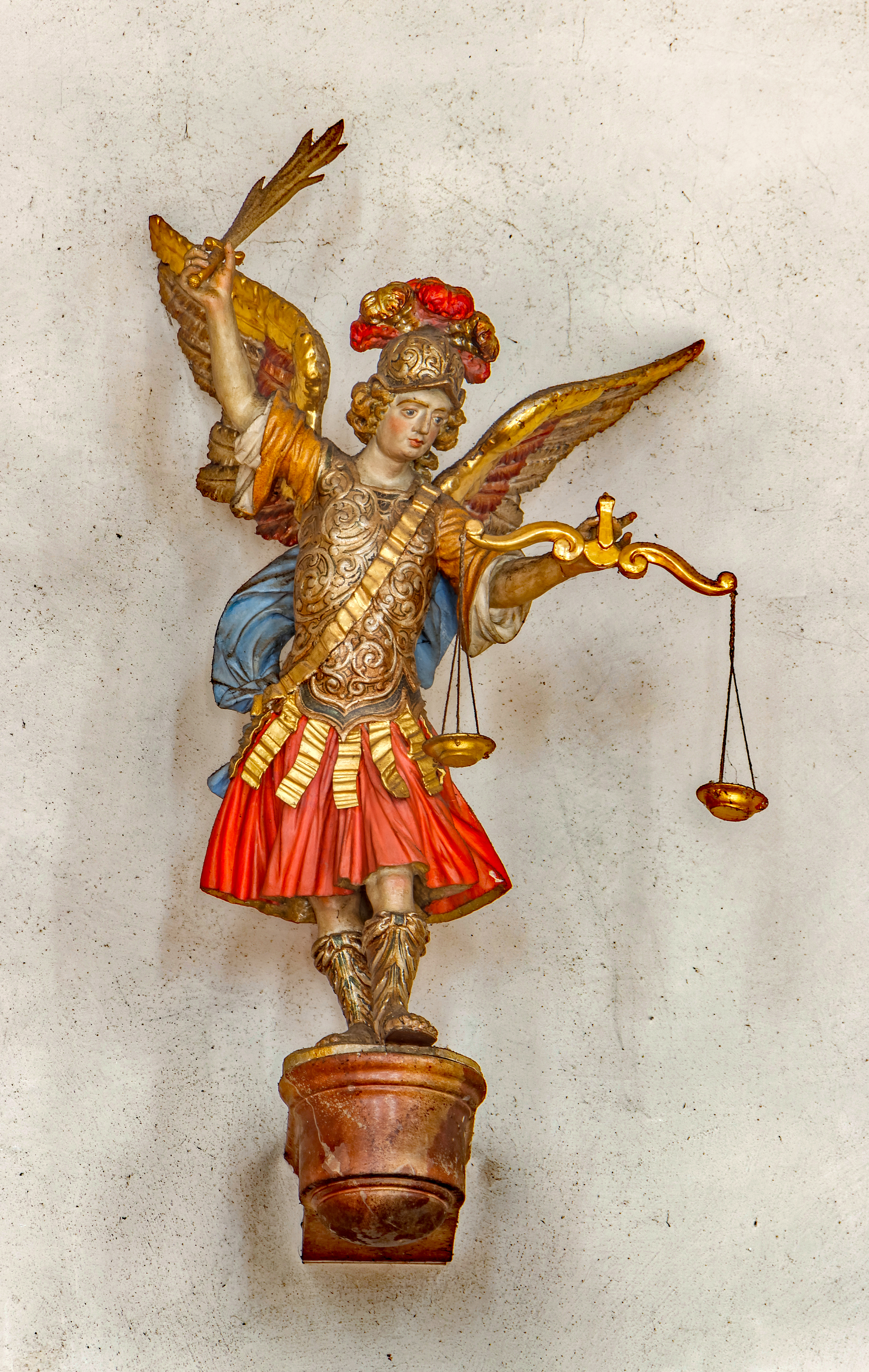
Erzengel Michael
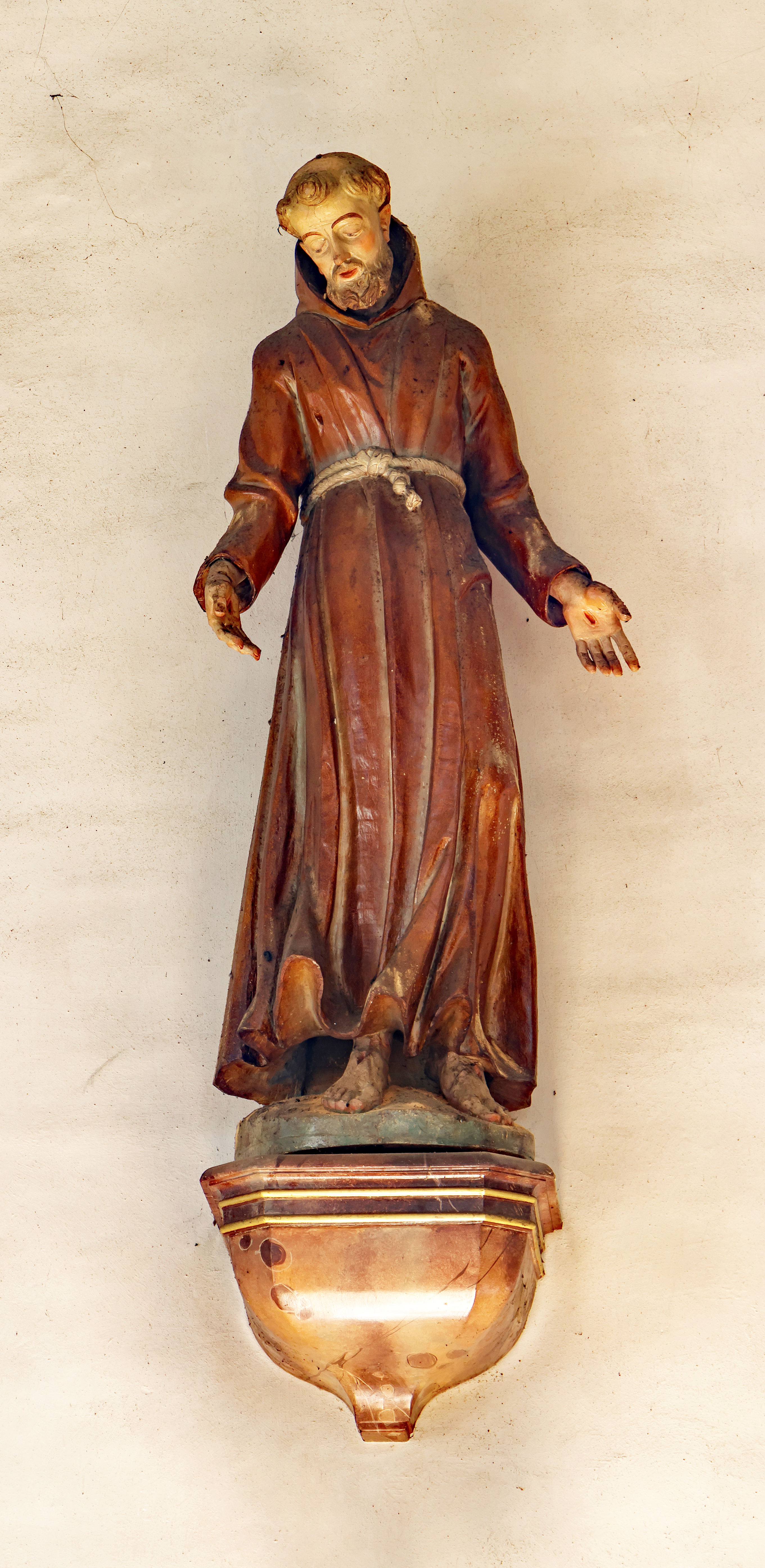
Franz von Assisi
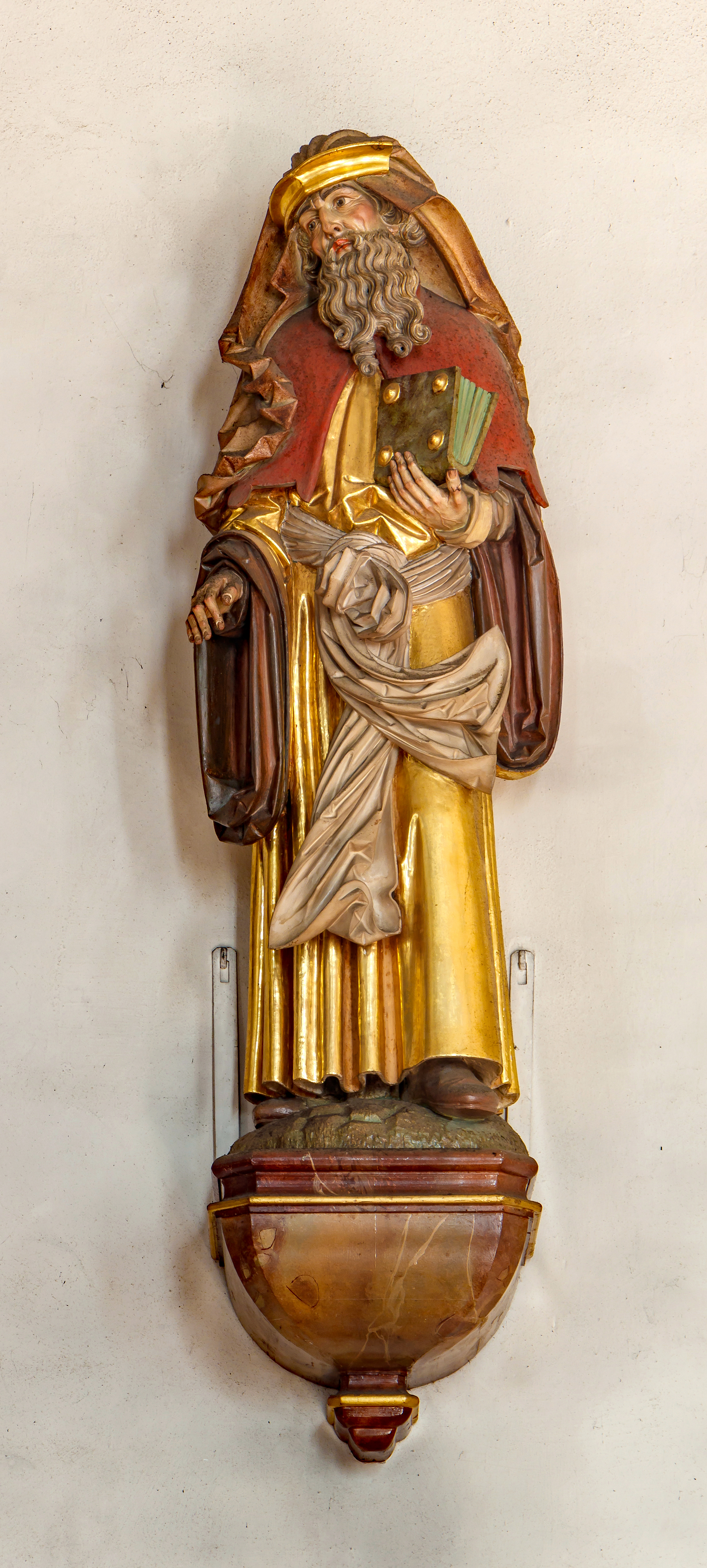
Zacharias
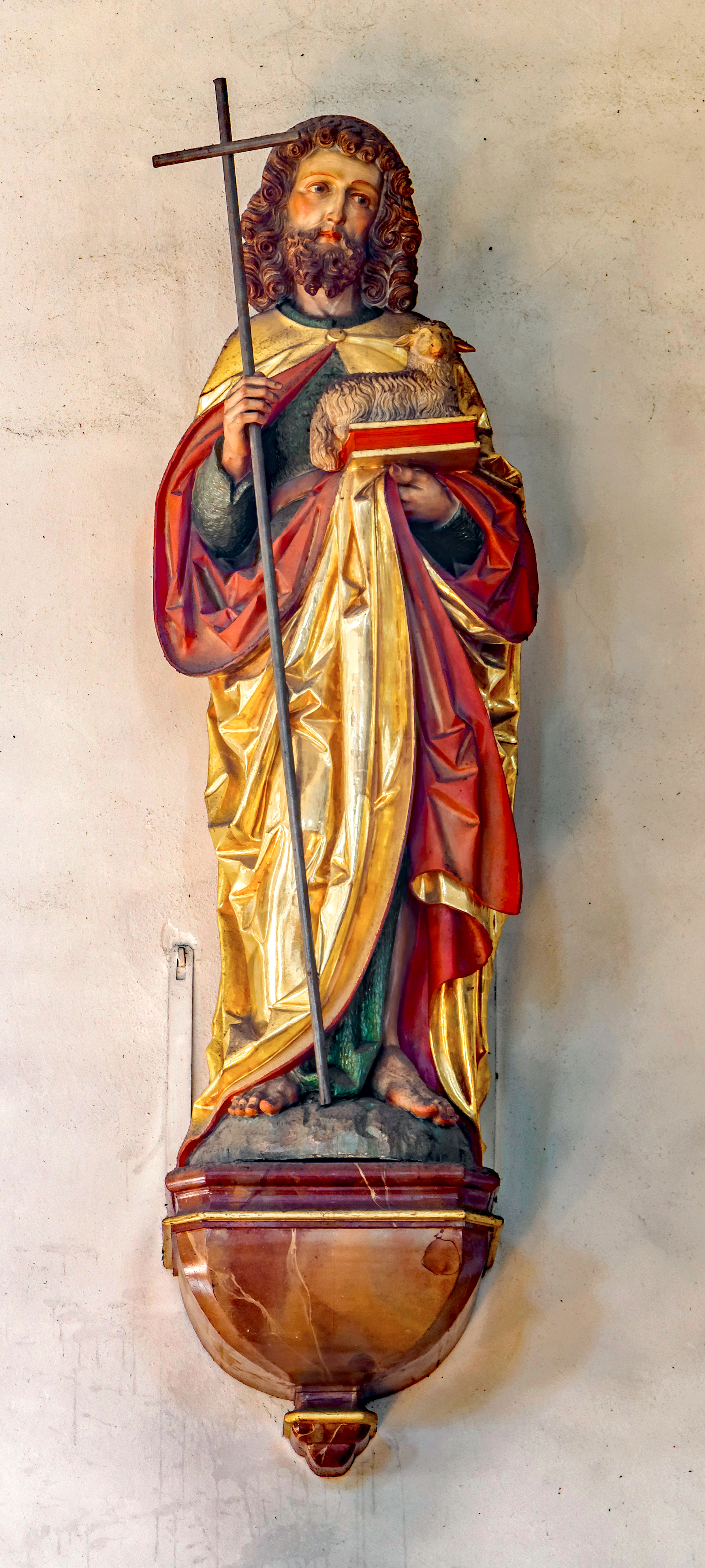
Johannes der Täufer
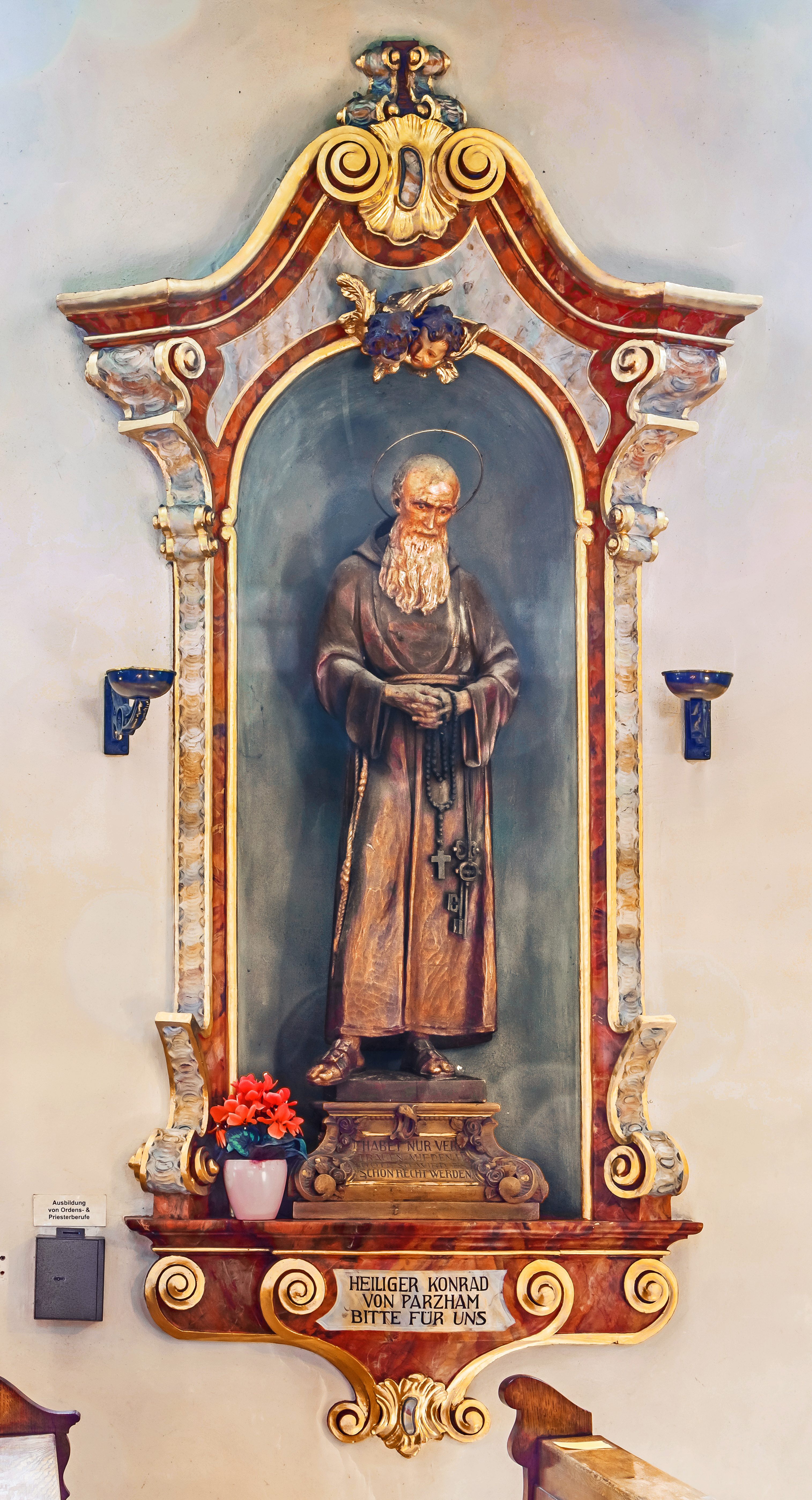
Konrad von Parzheim
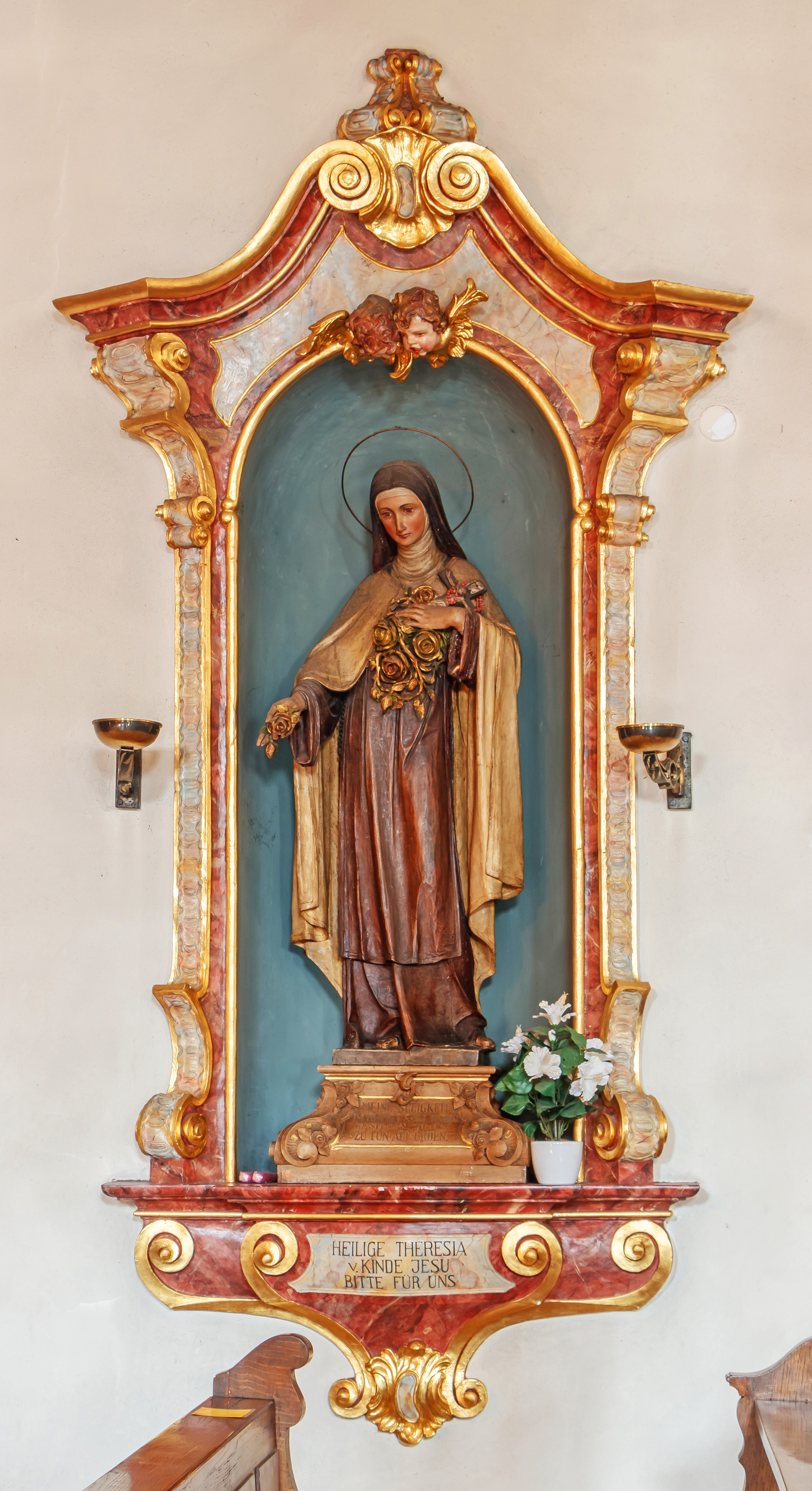
Thersia vom Kinde Jesu

### Glocken
Im an die nördliche Chorflanke gestellten Kirchturm hängt ein Geläut von vier Kirchenglocken aus Bronze. Drei von ihnen wurden 1980 von der Heidelberger Glockengießerei als Ergänzung einer verbliebenen Glocke der Glockengießerei Grüninger von 1901 gegossen.
| Glocke | Gussjahr | Durchmesser | Gewicht | Schlagton |
| ------ | -------- | ----------- | ------- | --------- |
| 1      | 1980     | 1016 mm     | 638 kg  | g'-6      |
| 2      | 1980     | 941 mm      | 497 kg  | a'-8      |
| 3      | 1901     |             |         | c"-6      |
| 4      | 1980     | 629 mm      | 162 kg  | e"-7      |

Alle vier Glocken werden auch für das Schlagwerk der Turmuhr eingesetzt: Glocke 1 schlägt jeweils die Anzahl der vollen Stunden, die drei anderen sorgen für den Viertelstundenschlag. Zifferblätter der Uhr sind an allen vier Seiten des Turmes angebracht.